# Ouranosaurus nigeriensis
Ouranosaurus (il cui nome significa "lucertola coraggiosa") è un genere estinto di dinosauro hadrosauriforme basale vissuto nel Cretaceo inferiore (Aptiano-Albiano) in quella che oggi è la regione del Niger e del Camerun. Il genere comprende una sola specie, la specie tipo O. nigeriensis, conosciuta grazie a due esemplari fossili piuttosto completi rinvenuti nella Formazione Elrhaz, nei depositi di Gadoufaoua, Agadez, Niger, rispettivamente nel 1965 e nel 1970, e a un terzo esemplare indeterminato proveniente dalla Formazione Koum del Camerun. Ouranosaurus era un erbivoro di media taglia, con una lunghezza media di circa 7-8,3 metri e un peso di circa 2,2 tonnellate.
Il nome del genere Ouranosaurus deriva da ourane, termine dai molteplici significati: "un nome arabo che significa valore, coraggio, incoscienza", nonché il nome tuareg del varano del deserto attribuito dai Berberi tuareg del Niger e dell'Algeria; e da sauros, la parola greca per "lucertola". Il nome specifico, nigeriensis, si riferisce al Niger, il Paese in cui sono stati scoperti i primi due esemplari (in latino il suffisso aggettivale -iensis significa "originario di"). Pertanto, il nome binomiale Ouranosaurus nigeriensis può essere interpretato come "lucertola coraggiosa originaria del Niger".

## Scoperta e denominazione

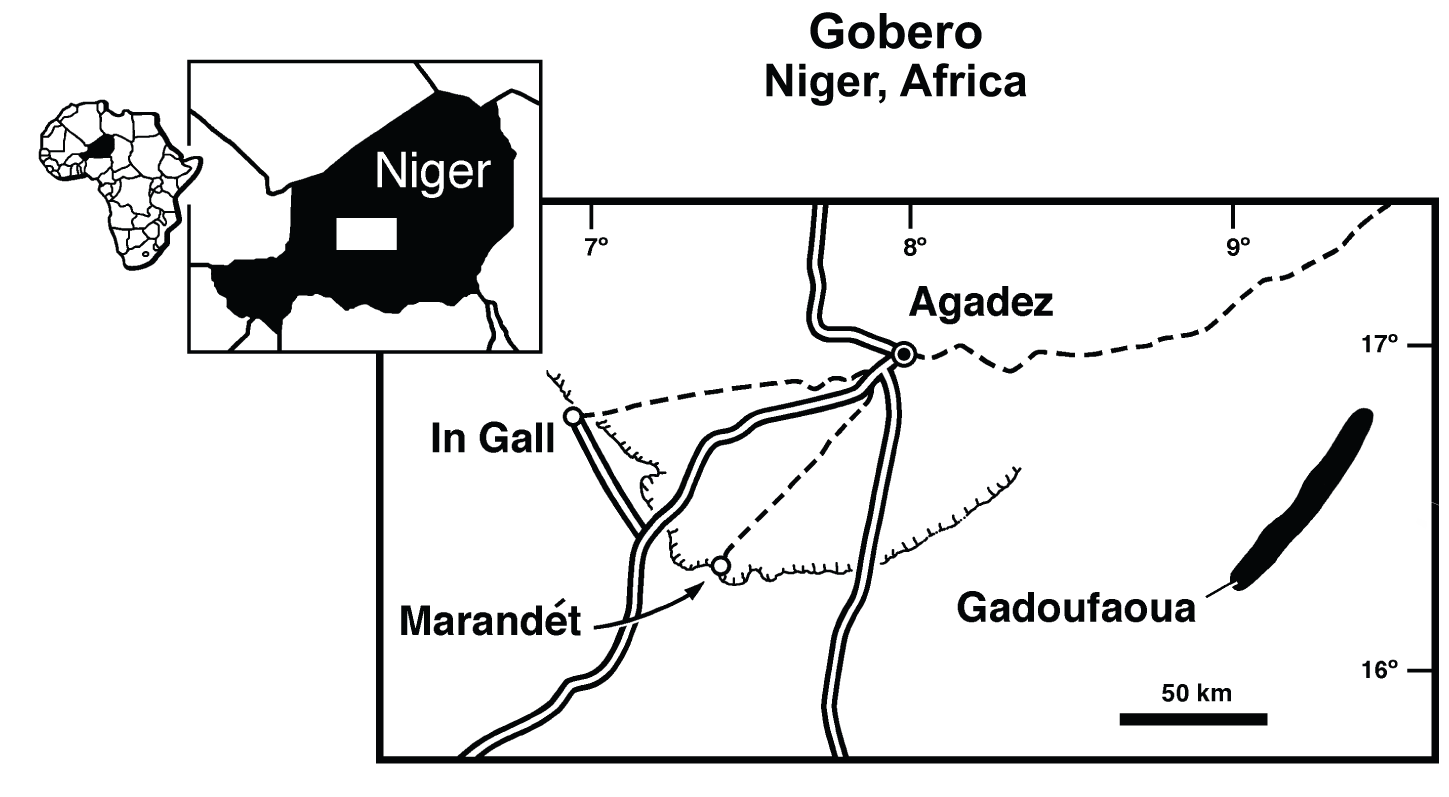
Posizione del Gadoufaoua all'interno del Niger

Tra il 1965 e il 1972 il paleontologo francese Philippe Taquet guidò cinque spedizioni paleontologiche francesi nella regione di Gadoufaoua, nel deserto del Sahara del Niger. Questi depositi provengono dal GAD 5, uno strato nella parte superiore della Formazione Elrhaz, appartenente al Gruppo Tégama, depostosi durante la fase Aptiana del Cretaceo inferiore. Durante la prima spedizione, svoltasi tra gennaio e febbraio 1965, furono scoperti otto esemplari di iguanodonti nel sito del "niveau des Innocents", a est dei pozzi di Emechedoui. Altri due scheletri furono scoperti 7 km a sud-est di Elrhaz, nella località "Camp des deux Arbres", e ricevettero i numeri di campo GDF 300 e GDF 381, raccolti durante la spedizione del febbraio-aprile 1966. Il primo esemplare consisteva in uno scheletro quasi completo ma sparso, mentre il secondo era uno scheletro conservato per circa due terzi. Gli scheletri furono poi portati al Muséum National d'Histoire Naturelle di Parigi nel 1967, dove furono preparati. GDF 381 fu riclassificato come MNHN GDF 1700 e successivamente descritto, nel 1999, come olotipo del nuovo taxon Lurdusaurus arenatus. Mentre la terza spedizione non rinvenne ulteriore materiale riferibile a iguanodonti, la quarta spedizione, svoltasi tra gennaio e marzo 1970, scoprì uno scheletro quasi completo e parzialmente articolato, privo del cranio, 4 km a sud del sito del "niveau des Innocents", cui fu assegnato il numero di campo GDF 381. Questo esemplare fu raccolto e portato al MNHN dalla quinta spedizione, nel 1972. In seguito a una spedizione italo-francese guidata da Taquet e dal paleontologo italiano Giancarlo Ligabue, che rinvenne un potenziale ulteriore esemplare di iguanodonte, Ligabue si offrì di donare lo scheletro quasi completo e un cranio di Sarcosuchus al Comune di Venezia, che accettò l'offerta e nel 1975 montò lo scheletro nel Museo di Storia Naturale di Venezia.
Taquet descrisse formalmente i due esemplari per lo più completi, MNHN GDF 300 e MNHN GDF 381 delle prime e quarte spedizioni, come Ouranosaurus nigeriensis nel 1976, insieme a un coracoide e un femore riferiti, catalogati rispettivamente come MNHN GDF 301 e MNHN GDF 302. L'esemplare MNHN GDF 300 fu designato olotipo e rappresentava il principale oggetto di descrizione, comprendente un cranio semi-articolato privo della mascella sinistra, del quadratogiugale destro e delle articolari, quasi l'intera colonna vertebrale, gli arti anteriori privi di alcune ossa della mano, la maggior parte dell'arto posteriore destro e alcune ossa di quello sinistro. La descrizione aggiuntiva delle ossa non conservate nell'olotipo si basava sull'esemplare MNHN GDF 381 di Taquet, che non era menzionato nel materiale inviato a Venezia e fu rinumerato come MSNVE 3714, come confermato dal paleontologo italiano Filippo Bertozzo e colleghi nel 2017. L'olotipo stesso è stato restituito al Niger dopo essere stato descritto e dopo che le ossa furono riprodotte e montate, ed è ora esposto al Musée National Boubou Hama di Niamey. Il nome del genere Ouranosaurus ha un doppio significato, poiché la parola ourane deriva sia dall'arabo, dove significa "valore", "coraggio" o "incoscienza", sia dalla lingua tuareg locale del Niger, in cui è il nome attribuito al varano del deserto (Varanus griseus). Il nome della specie, nigeriensis, fa riferimento al Niger, paese di scoperta dell'animale. Taquet aveva già usato il nome "Ouranosaurus nigeriensis" in precedenza: prima in una presentazione pubblica dello scheletro MNHN GDF 300 nel luglio 1972, poi nel settembre 1972 in un articolo di giornale e di nuovo nel dicembre 1972 in un libro; solo il libro riportava immagini associate al nome e nessuna delle menzioni precedenti includeva una diagnosi valida per rendere ufficiale il nome.

## Descrizione

Dimensioni di Ouranosaurus, rispetto a un essere umano

Ouranosaurus era un iguanodonte relativamente grande, con una lunghezza stimata tra 7 e 8,3 metri e un peso di circa 2,2 tonnellate. Bertozzo et al. (2017) hanno suggerito che gli esemplari olotipo e paratipo appartenessero a individui subadulti, anche se prossimi alle dimensioni adulte. L'esemplare MSNVE 3714, come montato, è lungo 6,5 metri, sebbene manchino alcune vertebre caudali, e misura circa il 90% della lunghezza dell'olotipo, stimato attorno ai 7,22 metri. Tale variazione rientra nell'intervallo di variabilità osservato tra individui adulti di Iguanodon, per cui è possibile che l'olotipo più grande e il paratipo più piccolo rappresentassero lo stesso stadio ontogenetico.

### Cranio

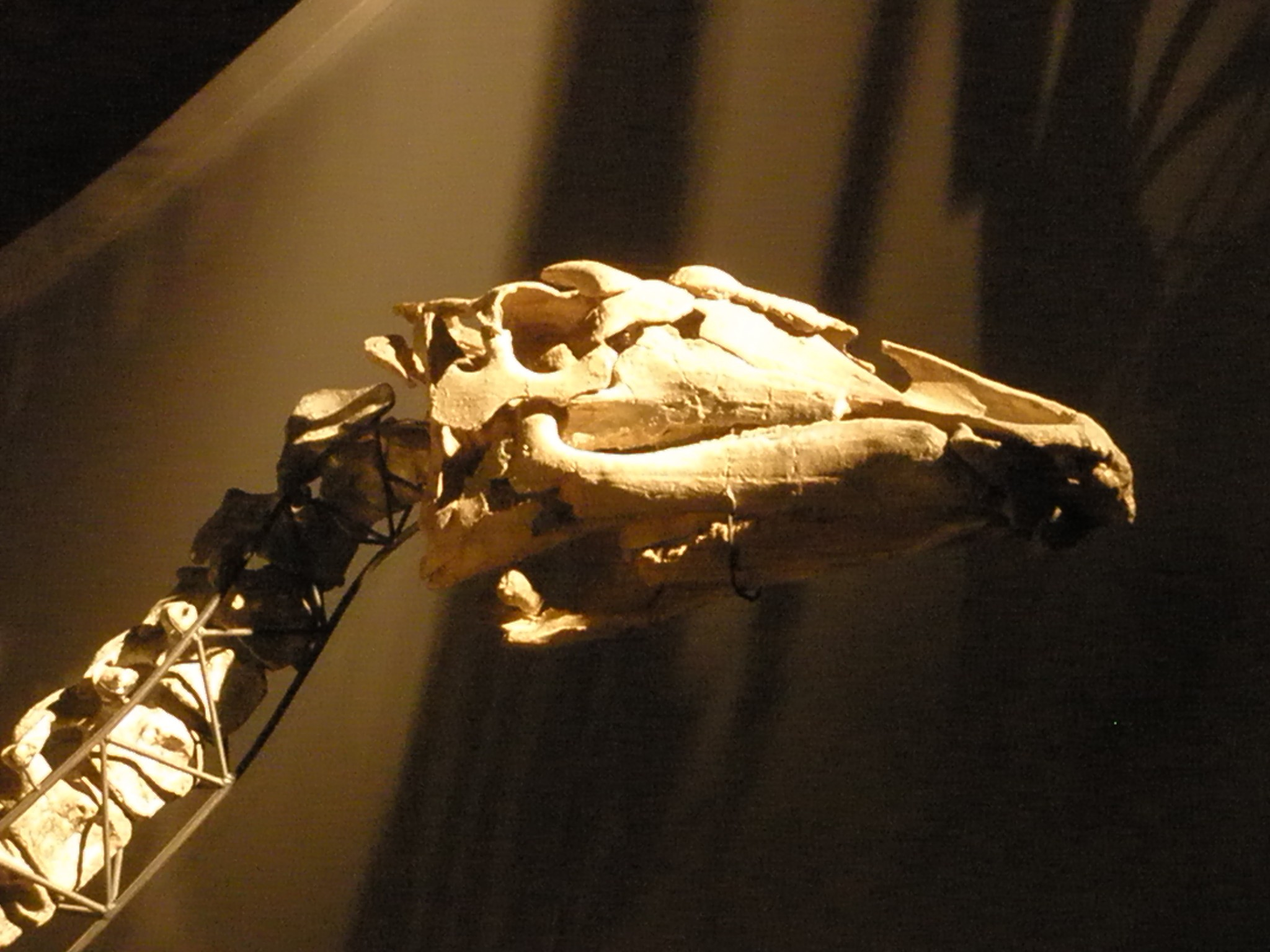
Cranio di O. nigeriensis

Il cranio di Ouranosaurus misura 67 centimetri di lunghezza, con un profilo piuttosto basso: è largo 24,4 centimetri e alto solo 26 centimetri. La parte superiore era piatta, con il punto più elevato situato appena davanti alle orbite, per poi digradare sia verso la regione posteriore del cranio che verso la punta del muso. Questo conferisce al cranio di Ouranosaurus una forma più allungata rispetto a qualsiasi altro ornithopode non-hadrosauride, con una lunghezza pari a 3,8 volte l'altezza massima, sebbene sia proporzionalmente più largo rispetto a quello di Mantellisaurus.
Le ossa del muso erano articolate in modo più lasco rispetto a quelle posteriori del cranio. Le premascelle misurano 46 centimetri e presentano narici esterne molto profonde, come negli altri iguanodonti. Anteriormente, si allargano lateralmente in una superficie rugosa destinata a sostenere un becco, simile a quello di altri iguanodonti ma più affine a quello dei successivi hadrosauridi, mentre le narici risultavano completamente visibili dall'alto. Nessuna delle due premascelle mostra denti, ma la punta anteriore reca "pseudo-denti" formati da piccoli dentelli lungo il margine osseo. Si conosce solo la mascella destra, ben conservata e di forma triangolare, lunga 28 centimetri e alta 11,7 centimetri, proporzionalmente più alta rispetto a quella di Iguanodon. La mascella si articola anteriormente con la premascella, superiormente con il lacrimale, internamente con ectopterigoideo, vomere, palatino e probabilmente pterigoideo, e posteriormente con il giugale. Il processo lacrimale costituisce il punto più alto della mascella; dietro a esso si trova un margine liscio e curvo che delimita la finestra antorbitale, la quale è racchiusa anteriormente e inferiormente dalla mascella, superiormente dal lacrimale e posteriormente dal giugale. Quest'ultimo si sovrappone solo all'estremità posteriore della mascella, diversamente degli hadrosauridi dove la sovrapposizione è più ampia. Il margine dentale della mascella è lievemente arcuato e sopra la fila dei denti è presente una depressione poco profonda che contiene forami nutritivi, nota anche come emarginazione buccale, diagnostica degli ornithischi. Nella mascella sono conservati 20 denti, ma l'estremità anteriore della fila è rotta; Taquet (1976) ha stimato il numero totale in 22 denti mascellari.
Molte delle ossa centrali del cranio condividono morfologia con quelle degli hadrosauridi o di iguanodonti strettamente imparentati come Iguanodon e Mantellisaurus. Il giugale sotto e dietro l'orbita presenta un processo posteriore alto ed è articolato con quadratogiugale e quadrato, simili a quelli di taxa più derivati. Come negli altri ornitopodi, il postorbitale è triradiato e circonda i lati dell'orbita, la finestra infratemporale e quella sopratemporale. Il contatto tra postorbitale e parietale esclude i frontali larghi e appiattiti dalla finestra sopratemporale. In Ouranosaurus e nei taxa affini i prefrontali sono piccoli e si articolano con il lacrimale allargato e strutturato. Era presente un singolo sopraorbitale, che si proiettava nell'orbita sopra l'occhio. Le ossa nasali di Ouranosaurus sono uniche tra gli ornitischi: non sono fuse, suggerendo un certo grado di mobilità, e presentano alle estremità delle cupole arrotondate, descritte da Taquet (1976) come "protuberanze nasali" distinte e rugose.
Il muso era sdentato e, in vita, ricoperto da una guaina cornea che formava un becco molto largo, insieme a una guaina analoga sul corto osso predentario all'estremità anteriore della mandibola. Tuttavia, dopo un ampio diastema, erano presenti grandi batterie di denti guanciali ai lati delle mascelle: gli spazi tra le corone erano riempiti dalle punte di una seconda generazione di denti sostitutivi, formando una superficie continua. Contrariamente a quanto osservato in alcune specie affini, mancava una terza generazione di denti erotti. Erano presenti ventidue alveoli dentali su ciascun lato di mascella e mandibola, per un totale di ottantotto denti.

### Scheletro

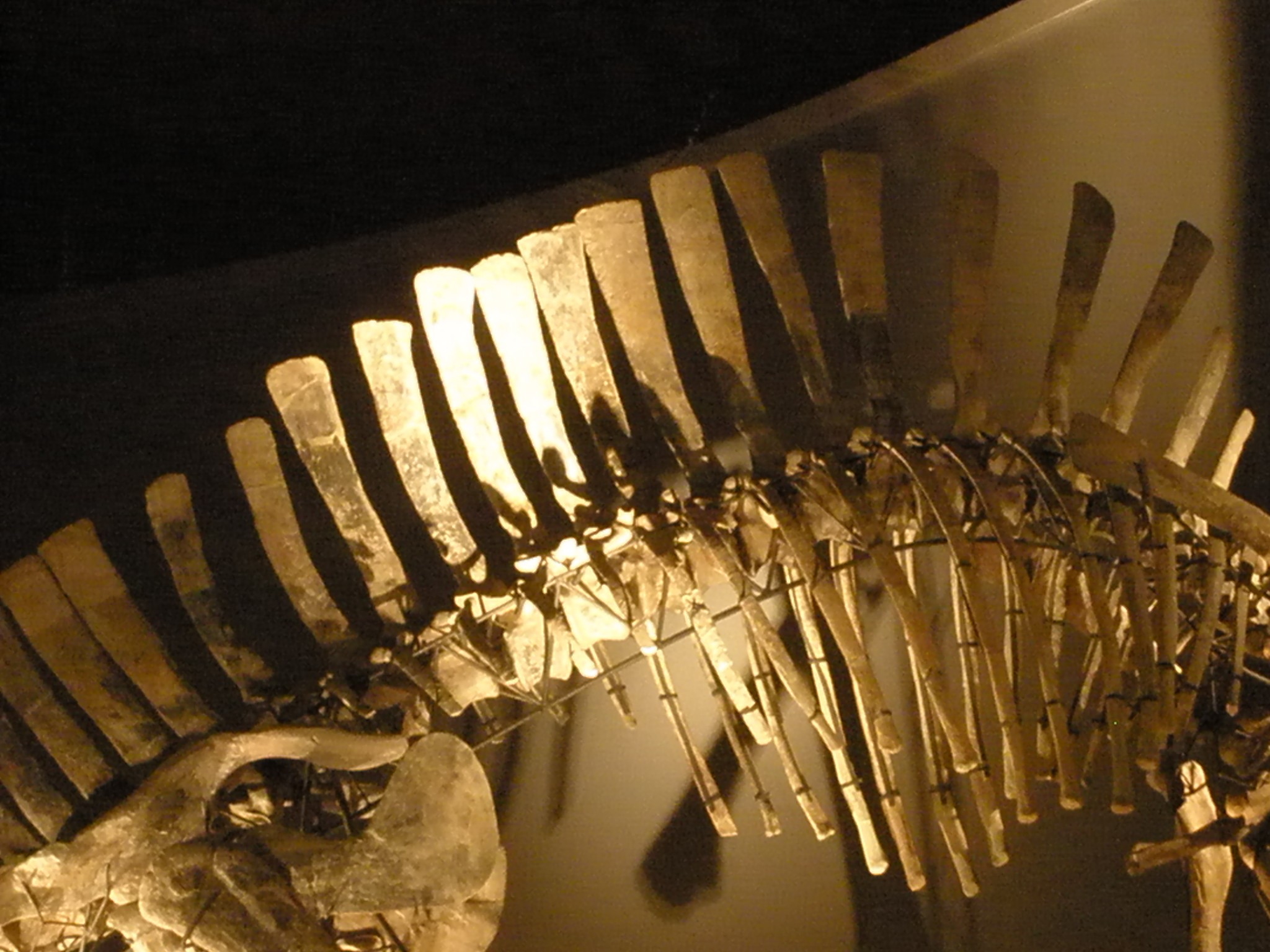
Primo piano delle spine neurali dorsali dell'esemplare esposto a Venezia

La caratteristica più evidente di Ouranosaurus è la grande "vela" sul dorso, sostenuta da lunghe e larghe spine neurali che coprivano tutta la groppa e parte della coda, simili a quelle del teropode Spinosaurus, contemporaneo di Ouranosaurus, nonché a quelle del moderno camaleonte crestato (Trioceros cristatus), che presenta una bassa vela dorsale, e, in misura minore, al temnospondilo Platyhystrix. Queste spine neurali alte differiscono da quelle dei sinapsidi dotati di vela, come Dimetrodon, in quanto nelle forme sinapsidi le spine diventano più sottili distalmente, mentre in Ouranosaurus (così come nei rettili e anfibi citati) diventano più spesse e piatte nella parte distale. Le spine posteriori erano unite da tendini ossificati che irrigidivano la schiena. Le spine neurali più lunghe si trovavano sopra gli arti anteriori. Le prime quattro vertebre dorsali sono sconosciute; la quinta possiede già una spina di 32 centimetri, appuntita e leggermente uncinata, che secondo Taquet poteva ancorare un tendine a sostegno del collo o del cranio. La decima, undicesima e dodicesima spina dorsale sono le più lunghe, raggiungendo circa 63 centimetri. L'ultima spina dorsale, la diciassettesima, ha un bordo posteriore scanalato che blocca l'angolo anteriore della spina inferiore della prima vertebra sacrale. Le spine sopra le sei vertebre sacrali sono notevolmente più basse, mentre quelle alla base della coda tornano ad essere lunghe, accorciandosi progressivamente verso l'estremità caudale. La colonna assiale era composta da undici vertebre cervicali, diciassette dorsali, sei sacrali e quaranta caudali, per una coda relativamente corta.

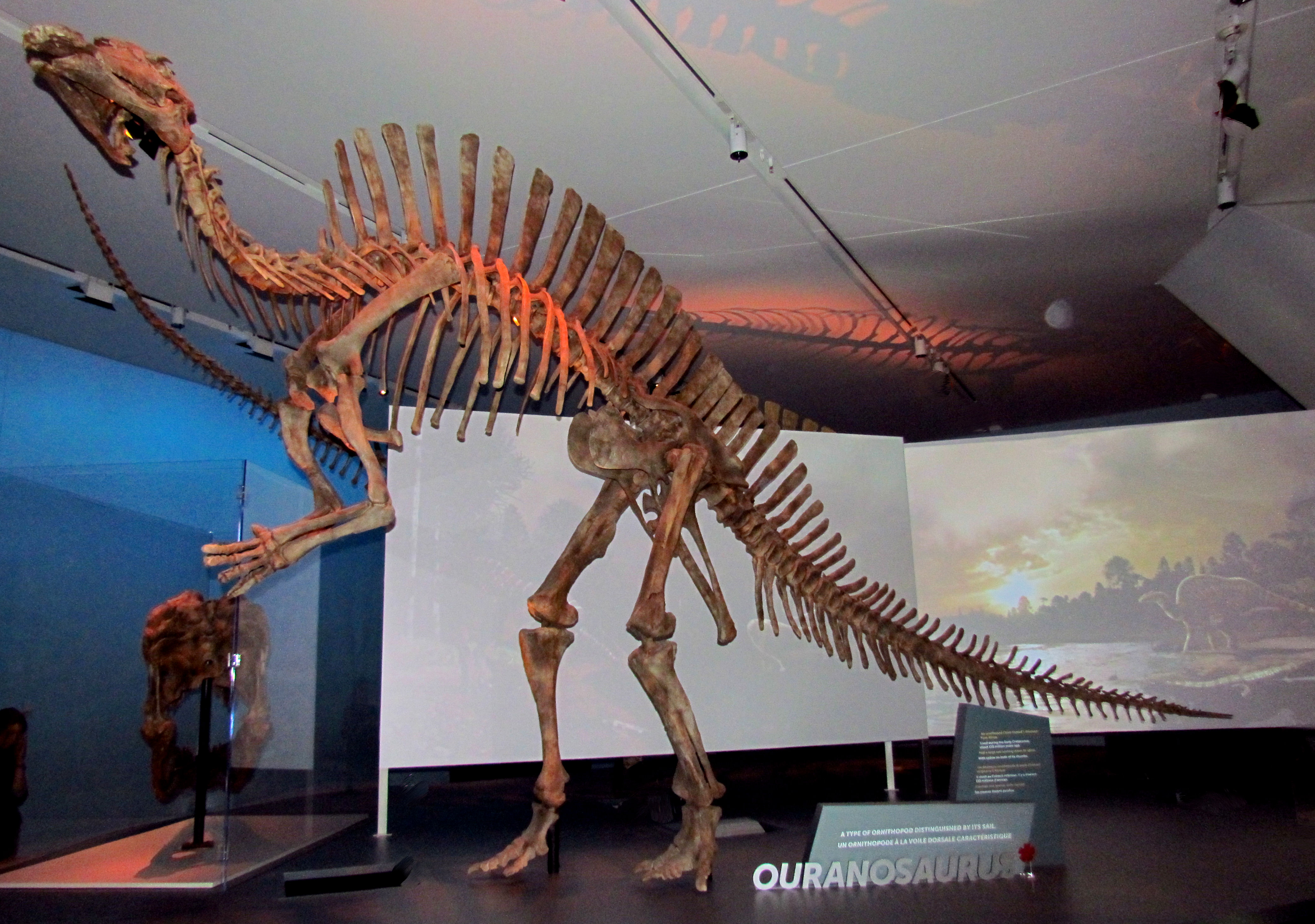
Scheletro montato, al Royal Ontario Museum

Gli arti anteriori erano piuttosto lunghi, rappresentando il 55% della lunghezza degli arti posteriori, suggerendo che l'animale potesse assumere una postura quadrupede. L'omero era molto diritto. La mano era corta, larga e di costituzione leggera, dotata di un artiglio a forma di spina tipico degli iguanodonti, ma molto più piccolo rispetto a quello di Iguanodon. Il secondo e il terzo dito erano larghi e simili a zoccoli, adatti anatomicamente al cammino. Per sostenere il peso durante la locomozione, il polso era ampio e le ossa che lo componevano erano fuse per impedirne la dislocazione. Il quinto dito era relativamente lungo; in specie affini si presume avesse funzione prensile per raccogliere cibo o abbassare rami, funzione probabilmente persa in Ouranosaurus, dato che il quinto metacarpo, ridotto a sperone, non poteva essere mosso lateralmente.
Gli arti posteriori erano robusti, adatti a sostenere il peso del corpo e sufficientemente forti da consentire un'andatura bipede. Il femore era leggermente più lungo della tibia, suggerendo gambe non adatte alla corsa sostenuta. Taquet concluse che Ouranosaurus non fosse un buon corridore, poiché il quarto trocantere, punto di inserzione dei grandi muscoli retrattori caudali, era poco sviluppato. Il piede era stretto, allungato e dotato di tre dita. Nel bacino, il prepube era molto largo, arrotondato e diretto obliquamente verso l'alto.

## Classificazione
Taquet assegnò originariamente Ouranosaurus alla famiglia Iguanodontidae, all'interno del più ampio clade Iguanodontia. Tuttavia, sebbene condivida alcune somiglianze con Iguanodon, Ouranosaurus non viene più solitamente collocato nella famiglia degli iguanodontidi, un gruppo oggi considerato parafiletico, cioè costituito da una serie di linee evolutive successive derivate dalla linea staminale principale degli iguandonti. Attualmente, Ouranosaurus è inserito nel clade Hadrosauriformes, strettamente imparentato con gli Hadrosauroidea, che includono gli Hadrosauridae (i cosiddetti "dinosauri dal becco d'anatra") e i loro parenti più prossimi. Ouranosaurus sembra rappresentare uno dei primi rami specializzati di questo gruppo, mostrando in alcuni caratteri una convergenza evolutiva indipendente con gli hadrosauridi, e può quindi essere considerato un hadrosauriforme basale.
Il seguente cladogramma semplificato segue un'analisi di Andrew McDonald e colleghi, pubblicata nel novembre 2010, con dati aggiornati dagli studi di McDonald (2011):

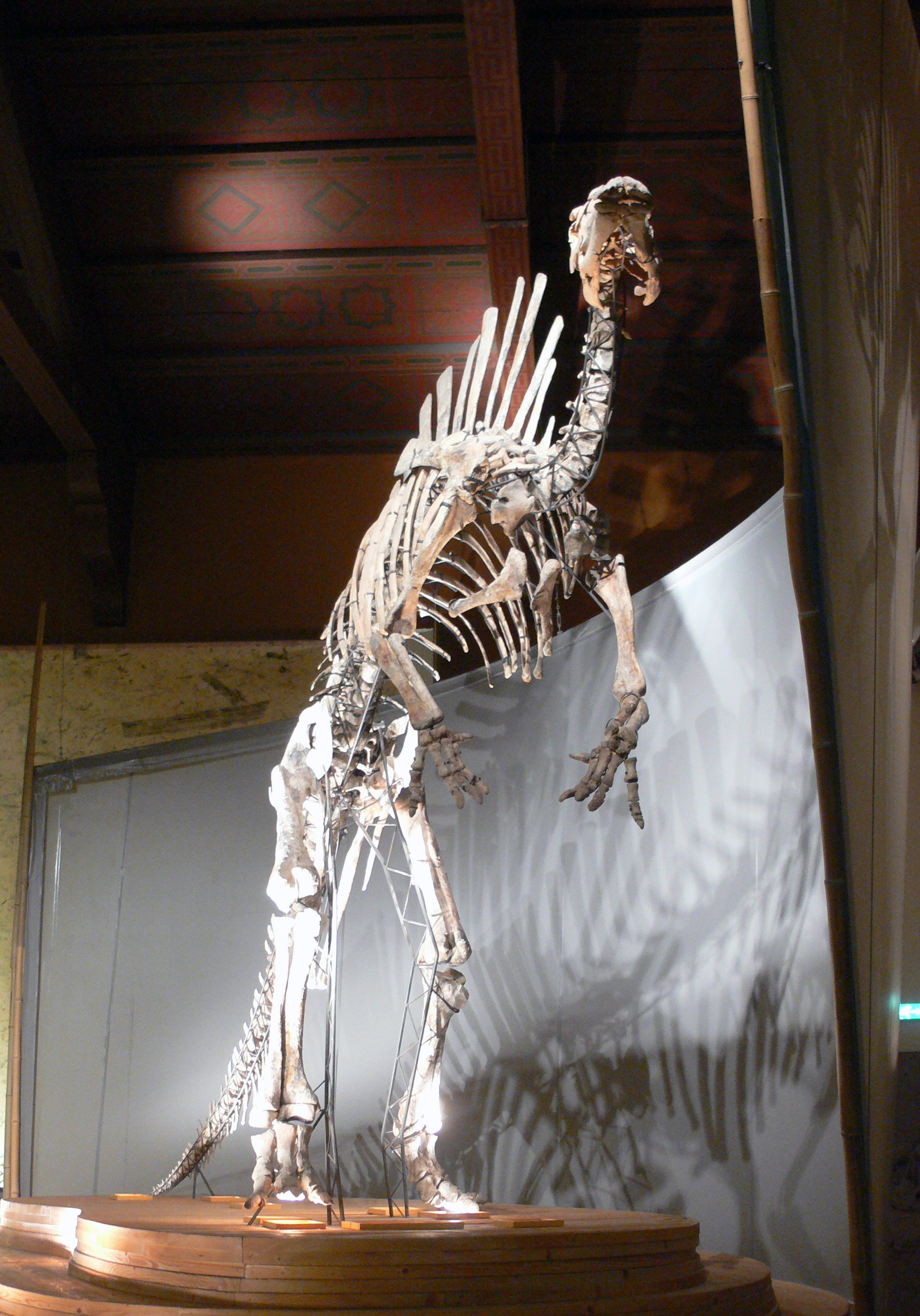
Scheletro paratipo montato, in vista frontale

|  | Hippodraco    |
|  |               |
|  | Theiophytalia |
|  |               |

|                  | Cedrorestes |
|                  | |
|                  | Dakotadon |
|                  | |
|                  | Iguanacolossus |
|                  | |
|                  | Lanzhousaurus |
|                  | |
| Hadrosauriformes | \| \| Iguanodon \| \| \| \| \| \| Mantellisaurus \| \| \| \| \| \| Ouranosaurus \| \| \| \| \| \| Hadrosauroidea \| \| \| \| |
|                  | \| \| Iguanodon \| \| \| \| \| \| Mantellisaurus \| \| \| \| \| \| Ouranosaurus \| \| \| \| \| \| Hadrosauroidea \| \| \| \| |
|                  | Iguanodon |
|                  | |
|                  | Mantellisaurus |
|                  | |
|                  | Ouranosaurus |
|                  | |
|                  | Hadrosauroidea |
|                  | |

|  | Iguanodon      |
|  |                |
|  | Mantellisaurus |
|  |                |
|  | Ouranosaurus   |
|  |                |
|  | Hadrosauroidea |
|  |                |

|  | Hippodraco    |
|  |               |
|  | Theiophytalia |
|  |               |

|                  | Cedrorestes |
|                  | |
|                  | Dakotadon |
|                  | |
|                  | Iguanacolossus |
|                  | |
|                  | Lanzhousaurus |
|                  | |
| Hadrosauriformes | \| \| Iguanodon \| \| \| \| \| \| Mantellisaurus \| \| \| \| \| \| Ouranosaurus \| \| \| \| \| \| Hadrosauroidea \| \| \| \| |
|                  | \| \| Iguanodon \| \| \| \| \| \| Mantellisaurus \| \| \| \| \| \| Ouranosaurus \| \| \| \| \| \| Hadrosauroidea \| \| \| \| |
|                  | Iguanodon |
|                  | |
|                  | Mantellisaurus |
|                  | |
|                  | Ouranosaurus |
|                  | |
|                  | Hadrosauroidea |
|                  | |

|  | Iguanodon      |
|  |                |
|  | Mantellisaurus |
|  |                |
|  | Ouranosaurus   |
|  |                |
|  | Hadrosauroidea |
|  |                |

|  | Hippodraco    |
|  |               |
|  | Theiophytalia |
|  |               |

|                  | Cedrorestes |
|                  | |
|                  | Dakotadon |
|                  | |
|                  | Iguanacolossus |
|                  | |
|                  | Lanzhousaurus |
|                  | |
| Hadrosauriformes | \| \| Iguanodon \| \| \| \| \| \| Mantellisaurus \| \| \| \| \| \| Ouranosaurus \| \| \| \| \| \| Hadrosauroidea \| \| \| \| |
|                  | \| \| Iguanodon \| \| \| \| \| \| Mantellisaurus \| \| \| \| \| \| Ouranosaurus \| \| \| \| \| \| Hadrosauroidea \| \| \| \| |
|                  | Iguanodon |
|                  | |
|                  | Mantellisaurus |
|                  | |
|                  | Ouranosaurus |
|                  | |
|                  | Hadrosauroidea |
|                  | |

|  | Iguanodon      |
|  |                |
|  | Mantellisaurus |
|  |                |
|  | Ouranosaurus   |
|  |                |
|  | Hadrosauroidea |
|  |                |

|  | Hippodraco    |
|  |               |
|  | Theiophytalia |
|  |               |

|                  | Cedrorestes |
|                  | |
|                  | Dakotadon |
|                  | |
|                  | Iguanacolossus |
|                  | |
|                  | Lanzhousaurus |
|                  | |
| Hadrosauriformes | \| \| Iguanodon \| \| \| \| \| \| Mantellisaurus \| \| \| \| \| \| Ouranosaurus \| \| \| \| \| \| Hadrosauroidea \| \| \| \| |
|                  | \| \| Iguanodon \| \| \| \| \| \| Mantellisaurus \| \| \| \| \| \| Ouranosaurus \| \| \| \| \| \| Hadrosauroidea \| \| \| \| |
|                  | Iguanodon |
|                  | |
|                  | Mantellisaurus |
|                  | |
|                  | Ouranosaurus |
|                  | |
|                  | Hadrosauroidea |
|                  | |

|  | Iguanodon      |
|  |                |
|  | Mantellisaurus |
|  |                |
|  | Ouranosaurus   |
|  |                |
|  | Hadrosauroidea |
|  |                |

|  | Hippodraco    |
|  |               |
|  | Theiophytalia |
|  |               |

|                  | Cedrorestes |
|                  | |
|                  | Dakotadon |
|                  | |
|                  | Iguanacolossus |
|                  | |
|                  | Lanzhousaurus |
|                  | |
| Hadrosauriformes | \| \| Iguanodon \| \| \| \| \| \| Mantellisaurus \| \| \| \| \| \| Ouranosaurus \| \| \| \| \| \| Hadrosauroidea \| \| \| \| |
|                  | \| \| Iguanodon \| \| \| \| \| \| Mantellisaurus \| \| \| \| \| \| Ouranosaurus \| \| \| \| \| \| Hadrosauroidea \| \| \| \| |
|                  | Iguanodon |
|                  | |
|                  | Mantellisaurus |
|                  | |
|                  | Ouranosaurus |
|                  | |
|                  | Hadrosauroidea |
|                  | |

|  | Iguanodon      |
|  |                |
|  | Mantellisaurus |
|  |                |
|  | Ouranosaurus   |
|  |                |
|  | Hadrosauroidea |
|  |                |

|  | Hippodraco    |
|  |               |
|  | Theiophytalia |
|  |               |

|                  | Cedrorestes |
|                  | |
|                  | Dakotadon |
|                  | |
|                  | Iguanacolossus |
|                  | |
|                  | Lanzhousaurus |
|                  | |
| Hadrosauriformes | \| \| Iguanodon \| \| \| \| \| \| Mantellisaurus \| \| \| \| \| \| Ouranosaurus \| \| \| \| \| \| Hadrosauroidea \| \| \| \| |
|                  | \| \| Iguanodon \| \| \| \| \| \| Mantellisaurus \| \| \| \| \| \| Ouranosaurus \| \| \| \| \| \| Hadrosauroidea \| \| \| \| |
|                  | Iguanodon |
|                  | |
|                  | Mantellisaurus |
|                  | |
|                  | Ouranosaurus |
|                  | |
|                  | Hadrosauroidea |
|                  | |

|  | Iguanodon      |
|  |                |
|  | Mantellisaurus |
|  |                |
|  | Ouranosaurus   |
|  |                |
|  | Hadrosauroidea |
|  |                |

|  | Hippodraco    |
|  |               |
|  | Theiophytalia |
|  |               |

|                  | Cedrorestes |
|                  | |
|                  | Dakotadon |
|                  | |
|                  | Iguanacolossus |
|                  | |
|                  | Lanzhousaurus |
|                  | |
| Hadrosauriformes | \| \| Iguanodon \| \| \| \| \| \| Mantellisaurus \| \| \| \| \| \| Ouranosaurus \| \| \| \| \| \| Hadrosauroidea \| \| \| \| |
|                  | \| \| Iguanodon \| \| \| \| \| \| Mantellisaurus \| \| \| \| \| \| Ouranosaurus \| \| \| \| \| \| Hadrosauroidea \| \| \| \| |
|                  | Iguanodon |
|                  | |
|                  | Mantellisaurus |
|                  | |
|                  | Ouranosaurus |
|                  | |
|                  | Hadrosauroidea |
|                  | |

|  | Iguanodon      |
|  |                |
|  | Mantellisaurus |
|  |                |
|  | Ouranosaurus   |
|  |                |
|  | Hadrosauroidea |
|  |                |

|  | Hippodraco    |
|  |               |
|  | Theiophytalia |
|  |               |

|                  | Cedrorestes |
|                  | |
|                  | Dakotadon |
|                  | |
|                  | Iguanacolossus |
|                  | |
|                  | Lanzhousaurus |
|                  | |
| Hadrosauriformes | \| \| Iguanodon \| \| \| \| \| \| Mantellisaurus \| \| \| \| \| \| Ouranosaurus \| \| \| \| \| \| Hadrosauroidea \| \| \| \| |
|                  | \| \| Iguanodon \| \| \| \| \| \| Mantellisaurus \| \| \| \| \| \| Ouranosaurus \| \| \| \| \| \| Hadrosauroidea \| \| \| \| |
|                  | Iguanodon |
|                  | |
|                  | Mantellisaurus |
|                  | |
|                  | Ouranosaurus |
|                  | |
|                  | Hadrosauroidea |
|                  | |

|  | Iguanodon      |
|  |                |
|  | Mantellisaurus |
|  |                |
|  | Ouranosaurus   |
|  |                |
|  | Hadrosauroidea |
|  |                |

|  | Hippodraco    |
|  |               |
|  | Theiophytalia |
|  |               |

|                  | Cedrorestes |
|                  | |
|                  | Dakotadon |
|                  | |
|                  | Iguanacolossus |
|                  | |
|                  | Lanzhousaurus |
|                  | |
| Hadrosauriformes | \| \| Iguanodon \| \| \| \| \| \| Mantellisaurus \| \| \| \| \| \| Ouranosaurus \| \| \| \| \| \| Hadrosauroidea \| \| \| \| |
|                  | \| \| Iguanodon \| \| \| \| \| \| Mantellisaurus \| \| \| \| \| \| Ouranosaurus \| \| \| \| \| \| Hadrosauroidea \| \| \| \| |
|                  | Iguanodon |
|                  | |
|                  | Mantellisaurus |
|                  | |
|                  | Ouranosaurus |
|                  | |
|                  | Hadrosauroidea |
|                  | |

|  | Iguanodon      |
|  |                |
|  | Mantellisaurus |
|  |                |
|  | Ouranosaurus   |
|  |                |
|  | Hadrosauroidea |
|  |                |

|  | Hippodraco    |
|  |               |
|  | Theiophytalia |
|  |               |

|                  | Cedrorestes |
|                  | |
|                  | Dakotadon |
|                  | |
|                  | Iguanacolossus |
|                  | |
|                  | Lanzhousaurus |
|                  | |
| Hadrosauriformes | \| \| Iguanodon \| \| \| \| \| \| Mantellisaurus \| \| \| \| \| \| Ouranosaurus \| \| \| \| \| \| Hadrosauroidea \| \| \| \| |
|                  | \| \| Iguanodon \| \| \| \| \| \| Mantellisaurus \| \| \| \| \| \| Ouranosaurus \| \| \| \| \| \| Hadrosauroidea \| \| \| \| |
|                  | Iguanodon |
|                  | |
|                  | Mantellisaurus |
|                  | |
|                  | Ouranosaurus |
|                  | |
|                  | Hadrosauroidea |
|                  | |

|  | Iguanodon      |
|  |                |
|  | Mantellisaurus |
|  |                |
|  | Ouranosaurus   |
|  |                |
|  | Hadrosauroidea |
|  |                |

|  | Hippodraco    |
|  |               |
|  | Theiophytalia |
|  |               |

|                  | Cedrorestes |
|                  | |
|                  | Dakotadon |
|                  | |
|                  | Iguanacolossus |
|                  | |
|                  | Lanzhousaurus |
|                  | |
| Hadrosauriformes | \| \| Iguanodon \| \| \| \| \| \| Mantellisaurus \| \| \| \| \| \| Ouranosaurus \| \| \| \| \| \| Hadrosauroidea \| \| \| \| |
|                  | \| \| Iguanodon \| \| \| \| \| \| Mantellisaurus \| \| \| \| \| \| Ouranosaurus \| \| \| \| \| \| Hadrosauroidea \| \| \| \| |
|                  | Iguanodon |
|                  | |
|                  | Mantellisaurus |
|                  | |
|                  | Ouranosaurus |
|                  | |
|                  | Hadrosauroidea |
|                  | |

|  | Iguanodon      |
|  |                |
|  | Mantellisaurus |
|  |                |
|  | Ouranosaurus   |
|  |                |
|  | Hadrosauroidea |
|  |                |

|  | Hippodraco    |
|  |               |
|  | Theiophytalia |
|  |               |

|                  | Cedrorestes |
|                  | |
|                  | Dakotadon |
|                  | |
|                  | Iguanacolossus |
|                  | |
|                  | Lanzhousaurus |
|                  | |
| Hadrosauriformes | \| \| Iguanodon \| \| \| \| \| \| Mantellisaurus \| \| \| \| \| \| Ouranosaurus \| \| \| \| \| \| Hadrosauroidea \| \| \| \| |
|                  | \| \| Iguanodon \| \| \| \| \| \| Mantellisaurus \| \| \| \| \| \| Ouranosaurus \| \| \| \| \| \| Hadrosauroidea \| \| \| \| |
|                  | Iguanodon |
|                  | |
|                  | Mantellisaurus |
|                  | |
|                  | Ouranosaurus |
|                  | |
|                  | Hadrosauroidea |
|                  | |

|  | Iguanodon      |
|  |                |
|  | Mantellisaurus |
|  |                |
|  | Ouranosaurus   |
|  |                |
|  | Hadrosauroidea |
|  |                |

|  | Hippodraco    |
|  |               |
|  | Theiophytalia |
|  |               |

|                  | Cedrorestes |
|                  | |
|                  | Dakotadon |
|                  | |
|                  | Iguanacolossus |
|                  | |
|                  | Lanzhousaurus |
|                  | |
| Hadrosauriformes | \| \| Iguanodon \| \| \| \| \| \| Mantellisaurus \| \| \| \| \| \| Ouranosaurus \| \| \| \| \| \| Hadrosauroidea \| \| \| \| |
|                  | \| \| Iguanodon \| \| \| \| \| \| Mantellisaurus \| \| \| \| \| \| Ouranosaurus \| \| \| \| \| \| Hadrosauroidea \| \| \| \| |
|                  | Iguanodon |
|                  | |
|                  | Mantellisaurus |
|                  | |
|                  | Ouranosaurus |
|                  | |
|                  | Hadrosauroidea |
|                  | |

|  | Iguanodon      |
|  |                |
|  | Mantellisaurus |
|  |                |
|  | Ouranosaurus   |
|  |                |
|  | Hadrosauroidea |
|  |                |

|  | Hippodraco    |
|  |               |
|  | Theiophytalia |
|  |               |

|                  | Cedrorestes |
|                  | |
|                  | Dakotadon |
|                  | |
|                  | Iguanacolossus |
|                  | |
|                  | Lanzhousaurus |
|                  | |
| Hadrosauriformes | \| \| Iguanodon \| \| \| \| \| \| Mantellisaurus \| \| \| \| \| \| Ouranosaurus \| \| \| \| \| \| Hadrosauroidea \| \| \| \| |
|                  | \| \| Iguanodon \| \| \| \| \| \| Mantellisaurus \| \| \| \| \| \| Ouranosaurus \| \| \| \| \| \| Hadrosauroidea \| \| \| \| |
|                  | Iguanodon |
|                  | |
|                  | Mantellisaurus |
|                  | |
|                  | Ouranosaurus |
|                  | |
|                  | Hadrosauroidea |
|                  | |

|  | Iguanodon      |
|  |                |
|  | Mantellisaurus |
|  |                |
|  | Ouranosaurus   |
|  |                |
|  | Hadrosauroidea |
|  |                |

|  | Hippodraco    |
|  |               |
|  | Theiophytalia |
|  |               |

|                  | Cedrorestes |
|                  | |
|                  | Dakotadon |
|                  | |
|                  | Iguanacolossus |
|                  | |
|                  | Lanzhousaurus |
|                  | |
| Hadrosauriformes | \| \| Iguanodon \| \| \| \| \| \| Mantellisaurus \| \| \| \| \| \| Ouranosaurus \| \| \| \| \| \| Hadrosauroidea \| \| \| \| |
|                  | \| \| Iguanodon \| \| \| \| \| \| Mantellisaurus \| \| \| \| \| \| Ouranosaurus \| \| \| \| \| \| Hadrosauroidea \| \| \| \| |
|                  | Iguanodon |
|                  | |
|                  | Mantellisaurus |
|                  | |
|                  | Ouranosaurus |
|                  | |
|                  | Hadrosauroidea |
|                  | |

|  | Iguanodon      |
|  |                |
|  | Mantellisaurus |
|  |                |
|  | Ouranosaurus   |
|  |                |
|  | Hadrosauroidea |
|  |                |

|  | Hippodraco    |
|  |               |
|  | Theiophytalia |
|  |               |

|                  | Cedrorestes |
|                  | |
|                  | Dakotadon |
|                  | |
|                  | Iguanacolossus |
|                  | |
|                  | Lanzhousaurus |
|                  | |
| Hadrosauriformes | \| \| Iguanodon \| \| \| \| \| \| Mantellisaurus \| \| \| \| \| \| Ouranosaurus \| \| \| \| \| \| Hadrosauroidea \| \| \| \| |
|                  | \| \| Iguanodon \| \| \| \| \| \| Mantellisaurus \| \| \| \| \| \| Ouranosaurus \| \| \| \| \| \| Hadrosauroidea \| \| \| \| |
|                  | Iguanodon |
|                  | |
|                  | Mantellisaurus |
|                  | |
|                  | Ouranosaurus |
|                  | |
|                  | Hadrosauroidea |
|                  | |

|  | Iguanodon      |
|  |                |
|  | Mantellisaurus |
|  |                |
|  | Ouranosaurus   |
|  |                |
|  | Hadrosauroidea |
|  |                |

|  | Hippodraco    |
|  |               |
|  | Theiophytalia |
|  |               |

|                  | Cedrorestes |
|                  | |
|                  | Dakotadon |
|                  | |
|                  | Iguanacolossus |
|                  | |
|                  | Lanzhousaurus |
|                  | |
| Hadrosauriformes | \| \| Iguanodon \| \| \| \| \| \| Mantellisaurus \| \| \| \| \| \| Ouranosaurus \| \| \| \| \| \| Hadrosauroidea \| \| \| \| |
|                  | \| \| Iguanodon \| \| \| \| \| \| Mantellisaurus \| \| \| \| \| \| Ouranosaurus \| \| \| \| \| \| Hadrosauroidea \| \| \| \| |
|                  | Iguanodon |
|                  | |
|                  | Mantellisaurus |
|                  | |
|                  | Ouranosaurus |
|                  | |
|                  | Hadrosauroidea |
|                  | |

|  | Iguanodon      |
|  |                |
|  | Mantellisaurus |
|  |                |
|  | Ouranosaurus   |
|  |                |
|  | Hadrosauroidea |
|  |                |

|  | Hippodraco    |
|  |               |
|  | Theiophytalia |
|  |               |

|                  | Cedrorestes |
|                  | |
|                  | Dakotadon |
|                  | |
|                  | Iguanacolossus |
|                  | |
|                  | Lanzhousaurus |
|                  | |
| Hadrosauriformes | \| \| Iguanodon \| \| \| \| \| \| Mantellisaurus \| \| \| \| \| \| Ouranosaurus \| \| \| \| \| \| Hadrosauroidea \| \| \| \| |
|                  | \| \| Iguanodon \| \| \| \| \| \| Mantellisaurus \| \| \| \| \| \| Ouranosaurus \| \| \| \| \| \| Hadrosauroidea \| \| \| \| |
|                  | Iguanodon |
|                  | |
|                  | Mantellisaurus |
|                  | |
|                  | Ouranosaurus |
|                  | |
|                  | Hadrosauroidea |
|                  | |

|  | Iguanodon      |
|  |                |
|  | Mantellisaurus |
|  |                |
|  | Ouranosaurus   |
|  |                |
|  | Hadrosauroidea |
|  |                |

|  | Hippodraco    |
|  |               |
|  | Theiophytalia |
|  |               |

|                  | Cedrorestes |
|                  | |
|                  | Dakotadon |
|                  | |
|                  | Iguanacolossus |
|                  | |
|                  | Lanzhousaurus |
|                  | |
| Hadrosauriformes | \| \| Iguanodon \| \| \| \| \| \| Mantellisaurus \| \| \| \| \| \| Ouranosaurus \| \| \| \| \| \| Hadrosauroidea \| \| \| \| |
|                  | \| \| Iguanodon \| \| \| \| \| \| Mantellisaurus \| \| \| \| \| \| Ouranosaurus \| \| \| \| \| \| Hadrosauroidea \| \| \| \| |
|                  | Iguanodon |
|                  | |
|                  | Mantellisaurus |
|                  | |
|                  | Ouranosaurus |
|                  | |
|                  | Hadrosauroidea |
|                  | |

|  | Iguanodon      |
|  |                |
|  | Mantellisaurus |
|  |                |
|  | Ouranosaurus   |
|  |                |
|  | Hadrosauroidea |
|  |                |

|  | Hippodraco    |
|  |               |
|  | Theiophytalia |
|  |               |

|                  | Cedrorestes |
|                  | |
|                  | Dakotadon |
|                  | |
|                  | Iguanacolossus |
|                  | |
|                  | Lanzhousaurus |
|                  | |
| Hadrosauriformes | \| \| Iguanodon \| \| \| \| \| \| Mantellisaurus \| \| \| \| \| \| Ouranosaurus \| \| \| \| \| \| Hadrosauroidea \| \| \| \| |
|                  | \| \| Iguanodon \| \| \| \| \| \| Mantellisaurus \| \| \| \| \| \| Ouranosaurus \| \| \| \| \| \| Hadrosauroidea \| \| \| \| |
|                  | Iguanodon |
|                  | |
|                  | Mantellisaurus |
|                  | |
|                  | Ouranosaurus |
|                  | |
|                  | Hadrosauroidea |
|                  | |

|  | Iguanodon      |
|  |                |
|  | Mantellisaurus |
|  |                |
|  | Ouranosaurus   |
|  |                |
|  | Hadrosauroidea |
|  |                |

|  | Hippodraco    |
|  |               |
|  | Theiophytalia |
|  |               |

|                  | Cedrorestes |
|                  | |
|                  | Dakotadon |
|                  | |
|                  | Iguanacolossus |
|                  | |
|                  | Lanzhousaurus |
|                  | |
| Hadrosauriformes | \| \| Iguanodon \| \| \| \| \| \| Mantellisaurus \| \| \| \| \| \| Ouranosaurus \| \| \| \| \| \| Hadrosauroidea \| \| \| \| |
|                  | \| \| Iguanodon \| \| \| \| \| \| Mantellisaurus \| \| \| \| \| \| Ouranosaurus \| \| \| \| \| \| Hadrosauroidea \| \| \| \| |
|                  | Iguanodon |
|                  | |
|                  | Mantellisaurus |
|                  | |
|                  | Ouranosaurus |
|                  | |
|                  | Hadrosauroidea |
|                  | |

|  | Iguanodon      |
|  |                |
|  | Mantellisaurus |
|  |                |
|  | Ouranosaurus   |
|  |                |
|  | Hadrosauroidea |
|  |                |

|  | Hippodraco    |
|  |               |
|  | Theiophytalia |
|  |               |

|                  | Cedrorestes |
|                  | |
|                  | Dakotadon |
|                  | |
|                  | Iguanacolossus |
|                  | |
|                  | Lanzhousaurus |
|                  | |
| Hadrosauriformes | \| \| Iguanodon \| \| \| \| \| \| Mantellisaurus \| \| \| \| \| \| Ouranosaurus \| \| \| \| \| \| Hadrosauroidea \| \| \| \| |
|                  | \| \| Iguanodon \| \| \| \| \| \| Mantellisaurus \| \| \| \| \| \| Ouranosaurus \| \| \| \| \| \| Hadrosauroidea \| \| \| \| |
|                  | Iguanodon |
|                  | |
|                  | Mantellisaurus |
|                  | |
|                  | Ouranosaurus |
|                  | |
|                  | Hadrosauroidea |
|                  | |

|  | Iguanodon      |
|  |                |
|  | Mantellisaurus |
|  |                |
|  | Ouranosaurus   |
|  |                |
|  | Hadrosauroidea |
|  |                |

|  | Hippodraco    |
|  |               |
|  | Theiophytalia |
|  |               |

|                  | Cedrorestes |
|                  | |
|                  | Dakotadon |
|                  | |
|                  | Iguanacolossus |
|                  | |
|                  | Lanzhousaurus |
|                  | |
| Hadrosauriformes | \| \| Iguanodon \| \| \| \| \| \| Mantellisaurus \| \| \| \| \| \| Ouranosaurus \| \| \| \| \| \| Hadrosauroidea \| \| \| \| |
|                  | \| \| Iguanodon \| \| \| \| \| \| Mantellisaurus \| \| \| \| \| \| Ouranosaurus \| \| \| \| \| \| Hadrosauroidea \| \| \| \| |
|                  | Iguanodon |
|                  | |
|                  | Mantellisaurus |
|                  | |
|                  | Ouranosaurus |
|                  | |
|                  | Hadrosauroidea |
|                  | |

|  | Iguanodon      |
|  |                |
|  | Mantellisaurus |
|  |                |
|  | Ouranosaurus   |
|  |                |
|  | Hadrosauroidea |
|  |                |

|  | Hippodraco    |
|  |               |
|  | Theiophytalia |
|  |               |

|                  | Cedrorestes |
|                  | |
|                  | Dakotadon |
|                  | |
|                  | Iguanacolossus |
|                  | |
|                  | Lanzhousaurus |
|                  | |
| Hadrosauriformes | \| \| Iguanodon \| \| \| \| \| \| Mantellisaurus \| \| \| \| \| \| Ouranosaurus \| \| \| \| \| \| Hadrosauroidea \| \| \| \| |
|                  | \| \| Iguanodon \| \| \| \| \| \| Mantellisaurus \| \| \| \| \| \| Ouranosaurus \| \| \| \| \| \| Hadrosauroidea \| \| \| \| |
|                  | Iguanodon |
|                  | |
|                  | Mantellisaurus |
|                  | |
|                  | Ouranosaurus |
|                  | |
|                  | Hadrosauroidea |
|                  | |

|  | Iguanodon      |
|  |                |
|  | Mantellisaurus |
|  |                |
|  | Ouranosaurus   |
|  |                |
|  | Hadrosauroidea |
|  |                |

|  | Hippodraco    |
|  |               |
|  | Theiophytalia |
|  |               |

|                  | Cedrorestes |
|                  | |
|                  | Dakotadon |
|                  | |
|                  | Iguanacolossus |
|                  | |
|                  | Lanzhousaurus |
|                  | |
| Hadrosauriformes | \| \| Iguanodon \| \| \| \| \| \| Mantellisaurus \| \| \| \| \| \| Ouranosaurus \| \| \| \| \| \| Hadrosauroidea \| \| \| \| |
|                  | \| \| Iguanodon \| \| \| \| \| \| Mantellisaurus \| \| \| \| \| \| Ouranosaurus \| \| \| \| \| \| Hadrosauroidea \| \| \| \| |
|                  | Iguanodon |
|                  | |
|                  | Mantellisaurus |
|                  | |
|                  | Ouranosaurus |
|                  | |
|                  | Hadrosauroidea |
|                  | |

|  | Iguanodon      |
|  |                |
|  | Mantellisaurus |
|  |                |
|  | Ouranosaurus   |
|  |                |
|  | Hadrosauroidea |
|  |                |

|  | Hippodraco    |
|  |               |
|  | Theiophytalia |
|  |               |

|                  | Cedrorestes |
|                  | |
|                  | Dakotadon |
|                  | |
|                  | Iguanacolossus |
|                  | |
|                  | Lanzhousaurus |
|                  | |
| Hadrosauriformes | \| \| Iguanodon \| \| \| \| \| \| Mantellisaurus \| \| \| \| \| \| Ouranosaurus \| \| \| \| \| \| Hadrosauroidea \| \| \| \| |
|                  | \| \| Iguanodon \| \| \| \| \| \| Mantellisaurus \| \| \| \| \| \| Ouranosaurus \| \| \| \| \| \| Hadrosauroidea \| \| \| \| |
|                  | Iguanodon |
|                  | |
|                  | Mantellisaurus |
|                  | |
|                  | Ouranosaurus |
|                  | |
|                  | Hadrosauroidea |
|                  | |

|  | Iguanodon      |
|  |                |
|  | Mantellisaurus |
|  |                |
|  | Ouranosaurus   |
|  |                |
|  | Hadrosauroidea |
|  |                |

|  | Hippodraco    |
|  |               |
|  | Theiophytalia |
|  |               |

|                  | Cedrorestes |
|                  | |
|                  | Dakotadon |
|                  | |
|                  | Iguanacolossus |
|                  | |
|                  | Lanzhousaurus |
|                  | |
| Hadrosauriformes | \| \| Iguanodon \| \| \| \| \| \| Mantellisaurus \| \| \| \| \| \| Ouranosaurus \| \| \| \| \| \| Hadrosauroidea \| \| \| \| |
|                  | \| \| Iguanodon \| \| \| \| \| \| Mantellisaurus \| \| \| \| \| \| Ouranosaurus \| \| \| \| \| \| Hadrosauroidea \| \| \| \| |
|                  | Iguanodon |
|                  | |
|                  | Mantellisaurus |
|                  | |
|                  | Ouranosaurus |
|                  | |
|                  | Hadrosauroidea |
|                  | |

|  | Iguanodon      |
|  |                |
|  | Mantellisaurus |
|  |                |
|  | Ouranosaurus   |
|  |                |
|  | Hadrosauroidea |
|  |                |

|  | Hippodraco    |
|  |               |
|  | Theiophytalia |
|  |               |

|                  | Cedrorestes |
|                  | |
|                  | Dakotadon |
|                  | |
|                  | Iguanacolossus |
|                  | |
|                  | Lanzhousaurus |
|                  | |
| Hadrosauriformes | \| \| Iguanodon \| \| \| \| \| \| Mantellisaurus \| \| \| \| \| \| Ouranosaurus \| \| \| \| \| \| Hadrosauroidea \| \| \| \| |
|                  | \| \| Iguanodon \| \| \| \| \| \| Mantellisaurus \| \| \| \| \| \| Ouranosaurus \| \| \| \| \| \| Hadrosauroidea \| \| \| \| |
|                  | Iguanodon |
|                  | |
|                  | Mantellisaurus |
|                  | |
|                  | Ouranosaurus |
|                  | |
|                  | Hadrosauroidea |
|                  | |

|  | Iguanodon      |
|  |                |
|  | Mantellisaurus |
|  |                |
|  | Ouranosaurus   |
|  |                |
|  | Hadrosauroidea |
|  |                |

|  | Hippodraco    |
|  |               |
|  | Theiophytalia |
|  |               |

|                  | Cedrorestes |
|                  | |
|                  | Dakotadon |
|                  | |
|                  | Iguanacolossus |
|                  | |
|                  | Lanzhousaurus |
|                  | |
| Hadrosauriformes | \| \| Iguanodon \| \| \| \| \| \| Mantellisaurus \| \| \| \| \| \| Ouranosaurus \| \| \| \| \| \| Hadrosauroidea \| \| \| \| |
|                  | \| \| Iguanodon \| \| \| \| \| \| Mantellisaurus \| \| \| \| \| \| Ouranosaurus \| \| \| \| \| \| Hadrosauroidea \| \| \| \| |
|                  | Iguanodon |
|                  | |
|                  | Mantellisaurus |
|                  | |
|                  | Ouranosaurus |
|                  | |
|                  | Hadrosauroidea |
|                  | |

|  | Iguanodon      |
|  |                |
|  | Mantellisaurus |
|  |                |
|  | Ouranosaurus   |
|  |                |
|  | Hadrosauroidea |
|  |                |

|  | Hippodraco    |
|  |               |
|  | Theiophytalia |
|  |               |

|                  | Cedrorestes |
|                  | |
|                  | Dakotadon |
|                  | |
|                  | Iguanacolossus |
|                  | |
|                  | Lanzhousaurus |
|                  | |
| Hadrosauriformes | \| \| Iguanodon \| \| \| \| \| \| Mantellisaurus \| \| \| \| \| \| Ouranosaurus \| \| \| \| \| \| Hadrosauroidea \| \| \| \| |
|                  | \| \| Iguanodon \| \| \| \| \| \| Mantellisaurus \| \| \| \| \| \| Ouranosaurus \| \| \| \| \| \| Hadrosauroidea \| \| \| \| |
|                  | Iguanodon |
|                  | |
|                  | Mantellisaurus |
|                  | |
|                  | Ouranosaurus |
|                  | |
|                  | Hadrosauroidea |
|                  | |

|  | Iguanodon      |
|  |                |
|  | Mantellisaurus |
|  |                |
|  | Ouranosaurus   |
|  |                |
|  | Hadrosauroidea |
|  |                |

|  | Hippodraco    |
|  |               |
|  | Theiophytalia |
|  |               |

|                  | Cedrorestes |
|                  | |
|                  | Dakotadon |
|                  | |
|                  | Iguanacolossus |
|                  | |
|                  | Lanzhousaurus |
|                  | |
| Hadrosauriformes | \| \| Iguanodon \| \| \| \| \| \| Mantellisaurus \| \| \| \| \| \| Ouranosaurus \| \| \| \| \| \| Hadrosauroidea \| \| \| \| |
|                  | \| \| Iguanodon \| \| \| \| \| \| Mantellisaurus \| \| \| \| \| \| Ouranosaurus \| \| \| \| \| \| Hadrosauroidea \| \| \| \| |
|                  | Iguanodon |
|                  | |
|                  | Mantellisaurus |
|                  | |
|                  | Ouranosaurus |
|                  | |
|                  | Hadrosauroidea |
|                  | |

|  | Iguanodon      |
|  |                |
|  | Mantellisaurus |
|  |                |
|  | Ouranosaurus   |
|  |                |
|  | Hadrosauroidea |
|  |                |

|  | Hippodraco    |
|  |               |
|  | Theiophytalia |
|  |               |

|                  | Cedrorestes |
|                  | |
|                  | Dakotadon |
|                  | |
|                  | Iguanacolossus |
|                  | |
|                  | Lanzhousaurus |
|                  | |
| Hadrosauriformes | \| \| Iguanodon \| \| \| \| \| \| Mantellisaurus \| \| \| \| \| \| Ouranosaurus \| \| \| \| \| \| Hadrosauroidea \| \| \| \| |
|                  | \| \| Iguanodon \| \| \| \| \| \| Mantellisaurus \| \| \| \| \| \| Ouranosaurus \| \| \| \| \| \| Hadrosauroidea \| \| \| \| |
|                  | Iguanodon |
|                  | |
|                  | Mantellisaurus |
|                  | |
|                  | Ouranosaurus |
|                  | |
|                  | Hadrosauroidea |
|                  | |

|  | Iguanodon      |
|  |                |
|  | Mantellisaurus |
|  |                |
|  | Ouranosaurus   |
|  |                |
|  | Hadrosauroidea |
|  |                |

|  | Hippodraco    |
|  |               |
|  | Theiophytalia |
|  |               |

|                  | Cedrorestes |
|                  | |
|                  | Dakotadon |
|                  | |
|                  | Iguanacolossus |
|                  | |
|                  | Lanzhousaurus |
|                  | |
| Hadrosauriformes | \| \| Iguanodon \| \| \| \| \| \| Mantellisaurus \| \| \| \| \| \| Ouranosaurus \| \| \| \| \| \| Hadrosauroidea \| \| \| \| |
|                  | \| \| Iguanodon \| \| \| \| \| \| Mantellisaurus \| \| \| \| \| \| Ouranosaurus \| \| \| \| \| \| Hadrosauroidea \| \| \| \| |
|                  | Iguanodon |
|                  | |
|                  | Mantellisaurus |
|                  | |
|                  | Ouranosaurus |
|                  | |
|                  | Hadrosauroidea |
|                  | |

|  | Iguanodon      |
|  |                |
|  | Mantellisaurus |
|  |                |
|  | Ouranosaurus   |
|  |                |
|  | Hadrosauroidea |
|  |                |

|  | Hippodraco    |
|  |               |
|  | Theiophytalia |
|  |               |

|                  | Cedrorestes |
|                  | |
|                  | Dakotadon |
|                  | |
|                  | Iguanacolossus |
|                  | |
|                  | Lanzhousaurus |
|                  | |
| Hadrosauriformes | \| \| Iguanodon \| \| \| \| \| \| Mantellisaurus \| \| \| \| \| \| Ouranosaurus \| \| \| \| \| \| Hadrosauroidea \| \| \| \| |
|                  | \| \| Iguanodon \| \| \| \| \| \| Mantellisaurus \| \| \| \| \| \| Ouranosaurus \| \| \| \| \| \| Hadrosauroidea \| \| \| \| |
|                  | Iguanodon |
|                  | |
|                  | Mantellisaurus |
|                  | |
|                  | Ouranosaurus |
|                  | |
|                  | Hadrosauroidea |
|                  | |

|  | Iguanodon      |
|  |                |
|  | Mantellisaurus |
|  |                |
|  | Ouranosaurus   |
|  |                |
|  | Hadrosauroidea |
|  |                |

|  | Hippodraco    |
|  |               |
|  | Theiophytalia |
|  |               |

|                  | Cedrorestes |
|                  | |
|                  | Dakotadon |
|                  | |
|                  | Iguanacolossus |
|                  | |
|                  | Lanzhousaurus |
|                  | |
| Hadrosauriformes | \| \| Iguanodon \| \| \| \| \| \| Mantellisaurus \| \| \| \| \| \| Ouranosaurus \| \| \| \| \| \| Hadrosauroidea \| \| \| \| |
|                  | \| \| Iguanodon \| \| \| \| \| \| Mantellisaurus \| \| \| \| \| \| Ouranosaurus \| \| \| \| \| \| Hadrosauroidea \| \| \| \| |
|                  | Iguanodon |
|                  | |
|                  | Mantellisaurus |
|                  | |
|                  | Ouranosaurus |
|                  | |
|                  | Hadrosauroidea |
|                  | |

|  | Iguanodon      |
|  |                |
|  | Mantellisaurus |
|  |                |
|  | Ouranosaurus   |
|  |                |
|  | Hadrosauroidea |
|  |                |

|  | Hippodraco    |
|  |               |
|  | Theiophytalia |
|  |               |

|                  | Cedrorestes |
|                  | |
|                  | Dakotadon |
|                  | |
|                  | Iguanacolossus |
|                  | |
|                  | Lanzhousaurus |
|                  | |
| Hadrosauriformes | \| \| Iguanodon \| \| \| \| \| \| Mantellisaurus \| \| \| \| \| \| Ouranosaurus \| \| \| \| \| \| Hadrosauroidea \| \| \| \| |
|                  | \| \| Iguanodon \| \| \| \| \| \| Mantellisaurus \| \| \| \| \| \| Ouranosaurus \| \| \| \| \| \| Hadrosauroidea \| \| \| \| |
|                  | Iguanodon |
|                  | |
|                  | Mantellisaurus |
|                  | |
|                  | Ouranosaurus |
|                  | |
|                  | Hadrosauroidea |
|                  | |

|  | Iguanodon      |
|  |                |
|  | Mantellisaurus |
|  |                |
|  | Ouranosaurus   |
|  |                |
|  | Hadrosauroidea |
|  |                |

|  | Hippodraco    |
|  |               |
|  | Theiophytalia |
|  |               |

|                  | Cedrorestes |
|                  | |
|                  | Dakotadon |
|                  | |
|                  | Iguanacolossus |
|                  | |
|                  | Lanzhousaurus |
|                  | |
| Hadrosauriformes | \| \| Iguanodon \| \| \| \| \| \| Mantellisaurus \| \| \| \| \| \| Ouranosaurus \| \| \| \| \| \| Hadrosauroidea \| \| \| \| |
|                  | \| \| Iguanodon \| \| \| \| \| \| Mantellisaurus \| \| \| \| \| \| Ouranosaurus \| \| \| \| \| \| Hadrosauroidea \| \| \| \| |
|                  | Iguanodon |
|                  | |
|                  | Mantellisaurus |
|                  | |
|                  | Ouranosaurus |
|                  | |
|                  | Hadrosauroidea |
|                  | |

|  | Iguanodon      |
|  |                |
|  | Mantellisaurus |
|  |                |
|  | Ouranosaurus   |
|  |                |
|  | Hadrosauroidea |
|  |                |

|  | Hippodraco    |
|  |               |
|  | Theiophytalia |
|  |               |

|                  | Cedrorestes |
|                  | |
|                  | Dakotadon |
|                  | |
|                  | Iguanacolossus |
|                  | |
|                  | Lanzhousaurus |
|                  | |
| Hadrosauriformes | \| \| Iguanodon \| \| \| \| \| \| Mantellisaurus \| \| \| \| \| \| Ouranosaurus \| \| \| \| \| \| Hadrosauroidea \| \| \| \| |
|                  | \| \| Iguanodon \| \| \| \| \| \| Mantellisaurus \| \| \| \| \| \| Ouranosaurus \| \| \| \| \| \| Hadrosauroidea \| \| \| \| |
|                  | Iguanodon |
|                  | |
|                  | Mantellisaurus |
|                  | |
|                  | Ouranosaurus |
|                  | |
|                  | Hadrosauroidea |
|                  | |

|  | Iguanodon      |
|  |                |
|  | Mantellisaurus |
|  |                |
|  | Ouranosaurus   |
|  |                |
|  | Hadrosauroidea |
|  |                |

|  | Hippodraco    |
|  |               |
|  | Theiophytalia |
|  |               |

|                  | Cedrorestes |
|                  | |
|                  | Dakotadon |
|                  | |
|                  | Iguanacolossus |
|                  | |
|                  | Lanzhousaurus |
|                  | |
| Hadrosauriformes | \| \| Iguanodon \| \| \| \| \| \| Mantellisaurus \| \| \| \| \| \| Ouranosaurus \| \| \| \| \| \| Hadrosauroidea \| \| \| \| |
|                  | \| \| Iguanodon \| \| \| \| \| \| Mantellisaurus \| \| \| \| \| \| Ouranosaurus \| \| \| \| \| \| Hadrosauroidea \| \| \| \| |
|                  | Iguanodon |
|                  | |
|                  | Mantellisaurus |
|                  | |
|                  | Ouranosaurus |
|                  | |
|                  | Hadrosauroidea |
|                  | |

|  | Iguanodon      |
|  |                |
|  | Mantellisaurus |
|  |                |
|  | Ouranosaurus   |
|  |                |
|  | Hadrosauroidea |
|  |                |

|  | Hippodraco    |
|  |               |
|  | Theiophytalia |
|  |               |

|                  | Cedrorestes |
|                  | |
|                  | Dakotadon |
|                  | |
|                  | Iguanacolossus |
|                  | |
|                  | Lanzhousaurus |
|                  | |
| Hadrosauriformes | \| \| Iguanodon \| \| \| \| \| \| Mantellisaurus \| \| \| \| \| \| Ouranosaurus \| \| \| \| \| \| Hadrosauroidea \| \| \| \| |
|                  | \| \| Iguanodon \| \| \| \| \| \| Mantellisaurus \| \| \| \| \| \| Ouranosaurus \| \| \| \| \| \| Hadrosauroidea \| \| \| \| |
|                  | Iguanodon |
|                  | |
|                  | Mantellisaurus |
|                  | |
|                  | Ouranosaurus |
|                  | |
|                  | Hadrosauroidea |
|                  | |

|  | Iguanodon      |
|  |                |
|  | Mantellisaurus |
|  |                |
|  | Ouranosaurus   |
|  |                |
|  | Hadrosauroidea |
|  |                |

|  | Hippodraco    |
|  |               |
|  | Theiophytalia |
|  |               |

|                  | Cedrorestes |
|                  | |
|                  | Dakotadon |
|                  | |
|                  | Iguanacolossus |
|                  | |
|                  | Lanzhousaurus |
|                  | |
| Hadrosauriformes | \| \| Iguanodon \| \| \| \| \| \| Mantellisaurus \| \| \| \| \| \| Ouranosaurus \| \| \| \| \| \| Hadrosauroidea \| \| \| \| |
|                  | \| \| Iguanodon \| \| \| \| \| \| Mantellisaurus \| \| \| \| \| \| Ouranosaurus \| \| \| \| \| \| Hadrosauroidea \| \| \| \| |
|                  | Iguanodon |
|                  | |
|                  | Mantellisaurus |
|                  | |
|                  | Ouranosaurus |
|                  | |
|                  | Hadrosauroidea |
|                  | |

|  | Iguanodon      |
|  |                |
|  | Mantellisaurus |
|  |                |
|  | Ouranosaurus   |
|  |                |
|  | Hadrosauroidea |
|  |                |

|  | Hippodraco    |
|  |               |
|  | Theiophytalia |
|  |               |

|                  | Cedrorestes |
|                  | |
|                  | Dakotadon |
|                  | |
|                  | Iguanacolossus |
|                  | |
|                  | Lanzhousaurus |
|                  | |
| Hadrosauriformes | \| \| Iguanodon \| \| \| \| \| \| Mantellisaurus \| \| \| \| \| \| Ouranosaurus \| \| \| \| \| \| Hadrosauroidea \| \| \| \| |
|                  | \| \| Iguanodon \| \| \| \| \| \| Mantellisaurus \| \| \| \| \| \| Ouranosaurus \| \| \| \| \| \| Hadrosauroidea \| \| \| \| |
|                  | Iguanodon |
|                  | |
|                  | Mantellisaurus |
|                  | |
|                  | Ouranosaurus |
|                  | |
|                  | Hadrosauroidea |
|                  | |

|  | Iguanodon      |
|  |                |
|  | Mantellisaurus |
|  |                |
|  | Ouranosaurus   |
|  |                |
|  | Hadrosauroidea |
|  |                |

|  | Hippodraco    |
|  |               |
|  | Theiophytalia |
|  |               |

|                  | Cedrorestes |
|                  | |
|                  | Dakotadon |
|                  | |
|                  | Iguanacolossus |
|                  | |
|                  | Lanzhousaurus |
|                  | |
| Hadrosauriformes | \| \| Iguanodon \| \| \| \| \| \| Mantellisaurus \| \| \| \| \| \| Ouranosaurus \| \| \| \| \| \| Hadrosauroidea \| \| \| \| |
|                  | \| \| Iguanodon \| \| \| \| \| \| Mantellisaurus \| \| \| \| \| \| Ouranosaurus \| \| \| \| \| \| Hadrosauroidea \| \| \| \| |
|                  | Iguanodon |
|                  | |
|                  | Mantellisaurus |
|                  | |
|                  | Ouranosaurus |
|                  | |
|                  | Hadrosauroidea |
|                  | |

|  | Iguanodon      |
|  |                |
|  | Mantellisaurus |
|  |                |
|  | Ouranosaurus   |
|  |                |
|  | Hadrosauroidea |
|  |                |

|  | Hippodraco    |
|  |               |
|  | Theiophytalia |
|  |               |

|                  | Cedrorestes |
|                  | |
|                  | Dakotadon |
|                  | |
|                  | Iguanacolossus |
|                  | |
|                  | Lanzhousaurus |
|                  | |
| Hadrosauriformes | \| \| Iguanodon \| \| \| \| \| \| Mantellisaurus \| \| \| \| \| \| Ouranosaurus \| \| \| \| \| \| Hadrosauroidea \| \| \| \| |
|                  | \| \| Iguanodon \| \| \| \| \| \| Mantellisaurus \| \| \| \| \| \| Ouranosaurus \| \| \| \| \| \| Hadrosauroidea \| \| \| \| |
|                  | Iguanodon |
|                  | |
|                  | Mantellisaurus |
|                  | |
|                  | Ouranosaurus |
|                  | |
|                  | Hadrosauroidea |
|                  | |

|  | Iguanodon      |
|  |                |
|  | Mantellisaurus |
|  |                |
|  | Ouranosaurus   |
|  |                |
|  | Hadrosauroidea |
|  |                |

|  | Hippodraco    |
|  |               |
|  | Theiophytalia |
|  |               |

|                  | Cedrorestes |
|                  | |
|                  | Dakotadon |
|                  | |
|                  | Iguanacolossus |
|                  | |
|                  | Lanzhousaurus |
|                  | |
| Hadrosauriformes | \| \| Iguanodon \| \| \| \| \| \| Mantellisaurus \| \| \| \| \| \| Ouranosaurus \| \| \| \| \| \| Hadrosauroidea \| \| \| \| |
|                  | \| \| Iguanodon \| \| \| \| \| \| Mantellisaurus \| \| \| \| \| \| Ouranosaurus \| \| \| \| \| \| Hadrosauroidea \| \| \| \| |
|                  | Iguanodon |
|                  | |
|                  | Mantellisaurus |
|                  | |
|                  | Ouranosaurus |
|                  | |
|                  | Hadrosauroidea |
|                  | |

|  | Iguanodon      |
|  |                |
|  | Mantellisaurus |
|  |                |
|  | Ouranosaurus   |
|  |                |
|  | Hadrosauroidea |
|  |                |

|  | Hippodraco    |
|  |               |
|  | Theiophytalia |
|  |               |

|                  | Cedrorestes |
|                  | |
|                  | Dakotadon |
|                  | |
|                  | Iguanacolossus |
|                  | |
|                  | Lanzhousaurus |
|                  | |
| Hadrosauriformes | \| \| Iguanodon \| \| \| \| \| \| Mantellisaurus \| \| \| \| \| \| Ouranosaurus \| \| \| \| \| \| Hadrosauroidea \| \| \| \| |
|                  | \| \| Iguanodon \| \| \| \| \| \| Mantellisaurus \| \| \| \| \| \| Ouranosaurus \| \| \| \| \| \| Hadrosauroidea \| \| \| \| |
|                  | Iguanodon |
|                  | |
|                  | Mantellisaurus |
|                  | |
|                  | Ouranosaurus |
|                  | |
|                  | Hadrosauroidea |
|                  | |

|  | Iguanodon      |
|  |                |
|  | Mantellisaurus |
|  |                |
|  | Ouranosaurus   |
|  |                |
|  | Hadrosauroidea |
|  |                |

|  | Hippodraco    |
|  |               |
|  | Theiophytalia |
|  |               |

|                  | Cedrorestes |
|                  | |
|                  | Dakotadon |
|                  | |
|                  | Iguanacolossus |
|                  | |
|                  | Lanzhousaurus |
|                  | |
| Hadrosauriformes | \| \| Iguanodon \| \| \| \| \| \| Mantellisaurus \| \| \| \| \| \| Ouranosaurus \| \| \| \| \| \| Hadrosauroidea \| \| \| \| |
|                  | \| \| Iguanodon \| \| \| \| \| \| Mantellisaurus \| \| \| \| \| \| Ouranosaurus \| \| \| \| \| \| Hadrosauroidea \| \| \| \| |
|                  | Iguanodon |
|                  | |
|                  | Mantellisaurus |
|                  | |
|                  | Ouranosaurus |
|                  | |
|                  | Hadrosauroidea |
|                  | |

|  | Iguanodon      |
|  |                |
|  | Mantellisaurus |
|  |                |
|  | Ouranosaurus   |
|  |                |
|  | Hadrosauroidea |
|  |                |

|  | Hippodraco    |
|  |               |
|  | Theiophytalia |
|  |               |

|                  | Cedrorestes |
|                  | |
|                  | Dakotadon |
|                  | |
|                  | Iguanacolossus |
|                  | |
|                  | Lanzhousaurus |
|                  | |
| Hadrosauriformes | \| \| Iguanodon \| \| \| \| \| \| Mantellisaurus \| \| \| \| \| \| Ouranosaurus \| \| \| \| \| \| Hadrosauroidea \| \| \| \| |
|                  | \| \| Iguanodon \| \| \| \| \| \| Mantellisaurus \| \| \| \| \| \| Ouranosaurus \| \| \| \| \| \| Hadrosauroidea \| \| \| \| |
|                  | Iguanodon |
|                  | |
|                  | Mantellisaurus |
|                  | |
|                  | Ouranosaurus |
|                  | |
|                  | Hadrosauroidea |
|                  | |

|  | Iguanodon      |
|  |                |
|  | Mantellisaurus |
|  |                |
|  | Ouranosaurus   |
|  |                |
|  | Hadrosauroidea |
|  |                |

|  | Hippodraco    |
|  |               |
|  | Theiophytalia |
|  |               |

|                  | Cedrorestes |
|                  | |
|                  | Dakotadon |
|                  | |
|                  | Iguanacolossus |
|                  | |
|                  | Lanzhousaurus |
|                  | |
| Hadrosauriformes | \| \| Iguanodon \| \| \| \| \| \| Mantellisaurus \| \| \| \| \| \| Ouranosaurus \| \| \| \| \| \| Hadrosauroidea \| \| \| \| |
|                  | \| \| Iguanodon \| \| \| \| \| \| Mantellisaurus \| \| \| \| \| \| Ouranosaurus \| \| \| \| \| \| Hadrosauroidea \| \| \| \| |
|                  | Iguanodon |
|                  | |
|                  | Mantellisaurus |
|                  | |
|                  | Ouranosaurus |
|                  | |
|                  | Hadrosauroidea |
|                  | |

|  | Iguanodon      |
|  |                |
|  | Mantellisaurus |
|  |                |
|  | Ouranosaurus   |
|  |                |
|  | Hadrosauroidea |
|  |                |

|  | Hippodraco    |
|  |               |
|  | Theiophytalia |
|  |               |

|                  | Cedrorestes |
|                  | |
|                  | Dakotadon |
|                  | |
|                  | Iguanacolossus |
|                  | |
|                  | Lanzhousaurus |
|                  | |
| Hadrosauriformes | \| \| Iguanodon \| \| \| \| \| \| Mantellisaurus \| \| \| \| \| \| Ouranosaurus \| \| \| \| \| \| Hadrosauroidea \| \| \| \| |
|                  | \| \| Iguanodon \| \| \| \| \| \| Mantellisaurus \| \| \| \| \| \| Ouranosaurus \| \| \| \| \| \| Hadrosauroidea \| \| \| \| |
|                  | Iguanodon |
|                  | |
|                  | Mantellisaurus |
|                  | |
|                  | Ouranosaurus |
|                  | |
|                  | Hadrosauroidea |
|                  | |

|  | Iguanodon      |
|  |                |
|  | Mantellisaurus |
|  |                |
|  | Ouranosaurus   |
|  |                |
|  | Hadrosauroidea |
|  |                |

|  | Hippodraco    |
|  |               |
|  | Theiophytalia |
|  |               |

|                  | Cedrorestes |
|                  | |
|                  | Dakotadon |
|                  | |
|                  | Iguanacolossus |
|                  | |
|                  | Lanzhousaurus |
|                  | |
| Hadrosauriformes | \| \| Iguanodon \| \| \| \| \| \| Mantellisaurus \| \| \| \| \| \| Ouranosaurus \| \| \| \| \| \| Hadrosauroidea \| \| \| \| |
|                  | \| \| Iguanodon \| \| \| \| \| \| Mantellisaurus \| \| \| \| \| \| Ouranosaurus \| \| \| \| \| \| Hadrosauroidea \| \| \| \| |
|                  | Iguanodon |
|                  | |
|                  | Mantellisaurus |
|                  | |
|                  | Ouranosaurus |
|                  | |
|                  | Hadrosauroidea |
|                  | |

|  | Iguanodon      |
|  |                |
|  | Mantellisaurus |
|  |                |
|  | Ouranosaurus   |
|  |                |
|  | Hadrosauroidea |
|  |                |

|  | Hippodraco    |
|  |               |
|  | Theiophytalia |
|  |               |

|                  | Cedrorestes |
|                  | |
|                  | Dakotadon |
|                  | |
|                  | Iguanacolossus |
|                  | |
|                  | Lanzhousaurus |
|                  | |
| Hadrosauriformes | \| \| Iguanodon \| \| \| \| \| \| Mantellisaurus \| \| \| \| \| \| Ouranosaurus \| \| \| \| \| \| Hadrosauroidea \| \| \| \| |
|                  | \| \| Iguanodon \| \| \| \| \| \| Mantellisaurus \| \| \| \| \| \| Ouranosaurus \| \| \| \| \| \| Hadrosauroidea \| \| \| \| |
|                  | Iguanodon |
|                  | |
|                  | Mantellisaurus |
|                  | |
|                  | Ouranosaurus |
|                  | |
|                  | Hadrosauroidea |
|                  | |

|  | Iguanodon      |
|  |                |
|  | Mantellisaurus |
|  |                |
|  | Ouranosaurus   |
|  |                |
|  | Hadrosauroidea |
|  |                |

|  | Hippodraco    |
|  |               |
|  | Theiophytalia |
|  |               |

|                  | Cedrorestes |
|                  | |
|                  | Dakotadon |
|                  | |
|                  | Iguanacolossus |
|                  | |
|                  | Lanzhousaurus |
|                  | |
| Hadrosauriformes | \| \| Iguanodon \| \| \| \| \| \| Mantellisaurus \| \| \| \| \| \| Ouranosaurus \| \| \| \| \| \| Hadrosauroidea \| \| \| \| |
|                  | \| \| Iguanodon \| \| \| \| \| \| Mantellisaurus \| \| \| \| \| \| Ouranosaurus \| \| \| \| \| \| Hadrosauroidea \| \| \| \| |
|                  | Iguanodon |
|                  | |
|                  | Mantellisaurus |
|                  | |
|                  | Ouranosaurus |
|                  | |
|                  | Hadrosauroidea |
|                  | |

|  | Iguanodon      |
|  |                |
|  | Mantellisaurus |
|  |                |
|  | Ouranosaurus   |
|  |                |
|  | Hadrosauroidea |
|  |                |

|  | Hippodraco    |
|  |               |
|  | Theiophytalia |
|  |               |

|                  | Cedrorestes |
|                  | |
|                  | Dakotadon |
|                  | |
|                  | Iguanacolossus |
|                  | |
|                  | Lanzhousaurus |
|                  | |
| Hadrosauriformes | \| \| Iguanodon \| \| \| \| \| \| Mantellisaurus \| \| \| \| \| \| Ouranosaurus \| \| \| \| \| \| Hadrosauroidea \| \| \| \| |
|                  | \| \| Iguanodon \| \| \| \| \| \| Mantellisaurus \| \| \| \| \| \| Ouranosaurus \| \| \| \| \| \| Hadrosauroidea \| \| \| \| |
|                  | Iguanodon |
|                  | |
|                  | Mantellisaurus |
|                  | |
|                  | Ouranosaurus |
|                  | |
|                  | Hadrosauroidea |
|                  | |

|  | Iguanodon      |
|  |                |
|  | Mantellisaurus |
|  |                |
|  | Ouranosaurus   |
|  |                |
|  | Hadrosauroidea |
|  |                |

|  | Hippodraco    |
|  |               |
|  | Theiophytalia |
|  |               |

|                  | Cedrorestes |
|                  | |
|                  | Dakotadon |
|                  | |
|                  | Iguanacolossus |
|                  | |
|                  | Lanzhousaurus |
|                  | |
| Hadrosauriformes | \| \| Iguanodon \| \| \| \| \| \| Mantellisaurus \| \| \| \| \| \| Ouranosaurus \| \| \| \| \| \| Hadrosauroidea \| \| \| \| |
|                  | \| \| Iguanodon \| \| \| \| \| \| Mantellisaurus \| \| \| \| \| \| Ouranosaurus \| \| \| \| \| \| Hadrosauroidea \| \| \| \| |
|                  | Iguanodon |
|                  | |
|                  | Mantellisaurus |
|                  | |
|                  | Ouranosaurus |
|                  | |
|                  | Hadrosauroidea |
|                  | |

|  | Iguanodon      |
|  |                |
|  | Mantellisaurus |
|  |                |
|  | Ouranosaurus   |
|  |                |
|  | Hadrosauroidea |
|  |                |

|  | Hippodraco    |
|  |               |
|  | Theiophytalia |
|  |               |

|                  | Cedrorestes |
|                  | |
|                  | Dakotadon |
|                  | |
|                  | Iguanacolossus |
|                  | |
|                  | Lanzhousaurus |
|                  | |
| Hadrosauriformes | \| \| Iguanodon \| \| \| \| \| \| Mantellisaurus \| \| \| \| \| \| Ouranosaurus \| \| \| \| \| \| Hadrosauroidea \| \| \| \| |
|                  | \| \| Iguanodon \| \| \| \| \| \| Mantellisaurus \| \| \| \| \| \| Ouranosaurus \| \| \| \| \| \| Hadrosauroidea \| \| \| \| |
|                  | Iguanodon |
|                  | |
|                  | Mantellisaurus |
|                  | |
|                  | Ouranosaurus |
|                  | |
|                  | Hadrosauroidea |
|                  | |

|  | Iguanodon      |
|  |                |
|  | Mantellisaurus |
|  |                |
|  | Ouranosaurus   |
|  |                |
|  | Hadrosauroidea |
|  |                |

|  | Hippodraco    |
|  |               |
|  | Theiophytalia |
|  |               |

|                  | Cedrorestes |
|                  | |
|                  | Dakotadon |
|                  | |
|                  | Iguanacolossus |
|                  | |
|                  | Lanzhousaurus |
|                  | |
| Hadrosauriformes | \| \| Iguanodon \| \| \| \| \| \| Mantellisaurus \| \| \| \| \| \| Ouranosaurus \| \| \| \| \| \| Hadrosauroidea \| \| \| \| |
|                  | \| \| Iguanodon \| \| \| \| \| \| Mantellisaurus \| \| \| \| \| \| Ouranosaurus \| \| \| \| \| \| Hadrosauroidea \| \| \| \| |
|                  | Iguanodon |
|                  | |
|                  | Mantellisaurus |
|                  | |
|                  | Ouranosaurus |
|                  | |
|                  | Hadrosauroidea |
|                  | |

|  | Iguanodon      |
|  |                |
|  | Mantellisaurus |
|  |                |
|  | Ouranosaurus   |
|  |                |
|  | Hadrosauroidea |
|  |                |

|  | Hippodraco    |
|  |               |
|  | Theiophytalia |
|  |               |

|                  | Cedrorestes |
|                  | |
|                  | Dakotadon |
|                  | |
|                  | Iguanacolossus |
|                  | |
|                  | Lanzhousaurus |
|                  | |
| Hadrosauriformes | \| \| Iguanodon \| \| \| \| \| \| Mantellisaurus \| \| \| \| \| \| Ouranosaurus \| \| \| \| \| \| Hadrosauroidea \| \| \| \| |
|                  | \| \| Iguanodon \| \| \| \| \| \| Mantellisaurus \| \| \| \| \| \| Ouranosaurus \| \| \| \| \| \| Hadrosauroidea \| \| \| \| |
|                  | Iguanodon |
|                  | |
|                  | Mantellisaurus |
|                  | |
|                  | Ouranosaurus |
|                  | |
|                  | Hadrosauroidea |
|                  | |

|  | Iguanodon      |
|  |                |
|  | Mantellisaurus |
|  |                |
|  | Ouranosaurus   |
|  |                |
|  | Hadrosauroidea |
|  |                |

|  | Hippodraco    |
|  |               |
|  | Theiophytalia |
|  |               |

|                  | Cedrorestes |
|                  | |
|                  | Dakotadon |
|                  | |
|                  | Iguanacolossus |
|                  | |
|                  | Lanzhousaurus |
|                  | |
| Hadrosauriformes | \| \| Iguanodon \| \| \| \| \| \| Mantellisaurus \| \| \| \| \| \| Ouranosaurus \| \| \| \| \| \| Hadrosauroidea \| \| \| \| |
|                  | \| \| Iguanodon \| \| \| \| \| \| Mantellisaurus \| \| \| \| \| \| Ouranosaurus \| \| \| \| \| \| Hadrosauroidea \| \| \| \| |
|                  | Iguanodon |
|                  | |
|                  | Mantellisaurus |
|                  | |
|                  | Ouranosaurus |
|                  | |
|                  | Hadrosauroidea |
|                  | |

|  | Iguanodon      |
|  |                |
|  | Mantellisaurus |
|  |                |
|  | Ouranosaurus   |
|  |                |
|  | Hadrosauroidea |
|  |                |

|  | Hippodraco    |
|  |               |
|  | Theiophytalia |
|  |               |

|                  | Cedrorestes |
|                  | |
|                  | Dakotadon |
|                  | |
|                  | Iguanacolossus |
|                  | |
|                  | Lanzhousaurus |
|                  | |
| Hadrosauriformes | \| \| Iguanodon \| \| \| \| \| \| Mantellisaurus \| \| \| \| \| \| Ouranosaurus \| \| \| \| \| \| Hadrosauroidea \| \| \| \| |
|                  | \| \| Iguanodon \| \| \| \| \| \| Mantellisaurus \| \| \| \| \| \| Ouranosaurus \| \| \| \| \| \| Hadrosauroidea \| \| \| \| |
|                  | Iguanodon |
|                  | |
|                  | Mantellisaurus |
|                  | |
|                  | Ouranosaurus |
|                  | |
|                  | Hadrosauroidea |
|                  | |

|  | Iguanodon      |
|  |                |
|  | Mantellisaurus |
|  |                |
|  | Ouranosaurus   |
|  |                |
|  | Hadrosauroidea |
|  |                |

|  | Hippodraco    |
|  |               |
|  | Theiophytalia |
|  |               |

|                  | Cedrorestes |
|                  | |
|                  | Dakotadon |
|                  | |
|                  | Iguanacolossus |
|                  | |
|                  | Lanzhousaurus |
|                  | |
| Hadrosauriformes | \| \| Iguanodon \| \| \| \| \| \| Mantellisaurus \| \| \| \| \| \| Ouranosaurus \| \| \| \| \| \| Hadrosauroidea \| \| \| \| |
|                  | \| \| Iguanodon \| \| \| \| \| \| Mantellisaurus \| \| \| \| \| \| Ouranosaurus \| \| \| \| \| \| Hadrosauroidea \| \| \| \| |
|                  | Iguanodon |
|                  | |
|                  | Mantellisaurus |
|                  | |
|                  | Ouranosaurus |
|                  | |
|                  | Hadrosauroidea |
|                  | |

|  | Iguanodon      |
|  |                |
|  | Mantellisaurus |
|  |                |
|  | Ouranosaurus   |
|  |                |
|  | Hadrosauroidea |
|  |                |

|  | Hippodraco    |
|  |               |
|  | Theiophytalia |
|  |               |

|                  | Cedrorestes |
|                  | |
|                  | Dakotadon |
|                  | |
|                  | Iguanacolossus |
|                  | |
|                  | Lanzhousaurus |
|                  | |
| Hadrosauriformes | \| \| Iguanodon \| \| \| \| \| \| Mantellisaurus \| \| \| \| \| \| Ouranosaurus \| \| \| \| \| \| Hadrosauroidea \| \| \| \| |
|                  | \| \| Iguanodon \| \| \| \| \| \| Mantellisaurus \| \| \| \| \| \| Ouranosaurus \| \| \| \| \| \| Hadrosauroidea \| \| \| \| |
|                  | Iguanodon |
|                  | |
|                  | Mantellisaurus |
|                  | |
|                  | Ouranosaurus |
|                  | |
|                  | Hadrosauroidea |
|                  | |

|  | Iguanodon      |
|  |                |
|  | Mantellisaurus |
|  |                |
|  | Ouranosaurus   |
|  |                |
|  | Hadrosauroidea |
|  |                |

|  | Hippodraco    |
|  |               |
|  | Theiophytalia |
|  |               |

|                  | Cedrorestes |
|                  | |
|                  | Dakotadon |
|                  | |
|                  | Iguanacolossus |
|                  | |
|                  | Lanzhousaurus |
|                  | |
| Hadrosauriformes | \| \| Iguanodon \| \| \| \| \| \| Mantellisaurus \| \| \| \| \| \| Ouranosaurus \| \| \| \| \| \| Hadrosauroidea \| \| \| \| |
|                  | \| \| Iguanodon \| \| \| \| \| \| Mantellisaurus \| \| \| \| \| \| Ouranosaurus \| \| \| \| \| \| Hadrosauroidea \| \| \| \| |
|                  | Iguanodon |
|                  | |
|                  | Mantellisaurus |
|                  | |
|                  | Ouranosaurus |
|                  | |
|                  | Hadrosauroidea |
|                  | |

|  | Iguanodon      |
|  |                |
|  | Mantellisaurus |
|  |                |
|  | Ouranosaurus   |
|  |                |
|  | Hadrosauroidea |
|  |                |

|  | Hippodraco    |
|  |               |
|  | Theiophytalia |
|  |               |

|                  | Cedrorestes |
|                  | |
|                  | Dakotadon |
|                  | |
|                  | Iguanacolossus |
|                  | |
|                  | Lanzhousaurus |
|                  | |
| Hadrosauriformes | \| \| Iguanodon \| \| \| \| \| \| Mantellisaurus \| \| \| \| \| \| Ouranosaurus \| \| \| \| \| \| Hadrosauroidea \| \| \| \| |
|                  | \| \| Iguanodon \| \| \| \| \| \| Mantellisaurus \| \| \| \| \| \| Ouranosaurus \| \| \| \| \| \| Hadrosauroidea \| \| \| \| |
|                  | Iguanodon |
|                  | |
|                  | Mantellisaurus |
|                  | |
|                  | Ouranosaurus |
|                  | |
|                  | Hadrosauroidea |
|                  | |

|  | Iguanodon      |
|  |                |
|  | Mantellisaurus |
|  |                |
|  | Ouranosaurus   |
|  |                |
|  | Hadrosauroidea |
|  |                |

## Paleobiologia
La principale caratteristica che distingue Ouranosaurus dagli altri ornitopodi è la presenza di un'alta vela, formata dalle allungate spine neurali delle vertebre dorsali, sacrali e caudali. Questa struttura è unica tra gli ornitopodi, fatta eccezione per alcuni generi affini come Morelladon e per un grande iguanodonte indeterminato rinvenuto nella Formazione Cedar Mountain, in Utah. La funzione di questa vela è tuttora incerta: le ipotesi più diffuse suggeriscono che potesse avere un ruolo nella termoregolazione dell'animale o che fosse una struttura espositiva, utilizzata per mostrare lo status individuale o per il riconoscimento tra conspecifici. 
Un'ipotesi alternativa propone che le spine neurali sostenessero una gobba composta da tessuto muscolare o adiposo, simile a quella dei bisonti o dei cammelli, più che una vela vera e propria. In tal caso, l'animale avrebbe potuto utilizzare tale struttura per accumulare riserve di nutrienti, utili alla sopravvivenza nei periodi di scarsità.

### Dieta
Ouranosaurus, come tutti gli ornitopodi conosciuti, era un erbivoro brucatore. Tuttavia, le fauci dell'animale erano azionate da muscoli relativamente deboli, come suggerito dalle ridotte aperture temporali dietro gli occhi, da cui originava il muscolo capitomandibolare maggiore, inserito sul processo coronoideo della mandibola. La parte posteriore del cranio, inoltre, era piuttosto stretta e non poteva compensare la ridotta area di attacco muscolare che le aperture temporali normalmente garantirebbero, permettendo un morso più potente. Un muscolo secondario, il musculus depressor mandibulae, deputato all'apertura della mandibola, era situato nella regione posteriore del cranio e si inseriva su un processo paroccipitale robusto e inclinato anteriormente. I denti posteriori erano probabilmente impiegati per la masticazione del cibo strappato con il duro becco corneo. La dieta dell'animale comprendeva verosimilmente materiale vegetale come foglie, frutti e semi; il largo becco indicherebbe una specializzazione verso il consumo di grandi quantità di vegetazione di bassa qualità, reperita nei delta fluviali in cui abitava.

### Istologia
Dal punto di vista istologico, Ouranosaurus presenta maggiori somiglianze con gli iguanodonti più derivati che con altri ornitopodi basali. Nel paratipo subadulto è presente un marcato rimodellamento osseo, mentre l'elevata densità vascolare e la disposizione circonferenziale della microstruttura suggeriscono una crescita rapida. Una crescita più veloce si osserva anche negli altri gruppi filogenetici di grandi dimensioni, sebbene la relazione tra questi aspetti non sia ancora del tutto chiara. Ouranosaurus mostra dimensioni comparabili a quelle del ben più basale Tenontosaurus, che però presentava un tasso di crescita più lento. Pertanto, o una crescita più rapida è correlata alle dimensioni corporee, oppure Tenontosaurus rappresenta la dimensione massima raggiungibile da un ornitopode con tasso di crescita lento.

## Paleoecologia
Ouranosaurus è conosciuto dalla Formazione Elrhaz del Gruppo Tegama, in un'area denominata Gadoufaoua, situata in Niger. Da questa formazione sono stati rinvenuti solo due scheletri quasi completi e fino a tre individui aggiuntivi. La Formazione Elrhaz è costituita principalmente da arenarie fluviali con bassi rilievi, gran parte delle quali sono ricoperte da dune di sabbia. I sedimenti presentano una granulometria variabile da grossolana a media, quasi priva di livelli a grana fine. Ouranosaurus proviene dalla parte superiore della formazione, probabilmente di età aptiana. Si ritiene che vivesse in habitat dominati da pianure alluvionali interne, ricche di zone ripariali.
Sebbene sia stato affermato che l'iguanodonte Lurdusaurus e il sauropode Nigersaurus fossero i megaerbivori più numerosi della Formazione Elrhaz, questa ipotesi è contraddetta da Taqet e Russell, i quali sostengono che Ouranosaurus fosse "l'elemento dominante nell'assemblaggio". Altri erbivori della stessa formazione includono Elrhazosaurus e un titanosauro non ancora descritto formalmente. L'area era abitata anche da numerosi teropodi, tra cui gli abelisauroidi Kryptops e Afromimus, il carcharodontosauride Eocarcharia e lo spinosauride Suchomimus. Erano presenti inoltre molteplici crocodilomorfi, tra cui il gigantesco Sarcosuchus, Anatosuchus, Araripesuchus e Stolokrosuchus. Sono stati inoltre rinvenuti resti di uno pterosauro, tartarughe, pesci, uno squalo hybodonte e bivalvi d'acqua dolce.

## Nella cultura di massa
Nel documentario diretto da Piero Angela Il Pianeta dei Dinosauri (1993), nella seconda puntata durante la parte dedicata alle domande in diretta, Piero Angela incontra Giancarlo Ligabue per parlare della scoperta e descrizione di Ouranosaurus. L'animale appare anche nel documentario della BBC Planet Dinosaur (2011), precisamente nell'episodio «Il Mondo Perduto», dove un branco viene spaventato dall'apparizione di uno Spinosaurus e, successivamente, un esemplare viene attaccato e ucciso da un Carcharodontosaurus. 
Nel franchise di Jurassic Park, Ouranosaurus appare per la prima volta nel videogioco Jurassic Park: Operation Genesis (2003). All'interno della saga di Jurassic World, compare nella serie animata Jurassic World - Nuove Avventure (2020), dove due esemplari attaccano i protagonisti. Nei videogiochi del franchise, Ouranosaurus è presente anche in Jurassic World Alive, Jurassic World Evolution e Jurassic World Evolution 2.